# حد الرجم في الإسلام
حد الرجم في الإسلام أحد الحدود الثابتة في الشرع الإسلامي، على الزاني المحصن، رجلا كان أو امرأة، بعد ثبوت الزنا عند الحاكم الشرعي ببينة أو إقرار، ولا يقام الحد إلا عند الحاكم الشرعي فهو وحده المخول بتنفيذ الأحكام، وهو الإمام، أي: السلطان بصفة ولاية الحاكم، أو من يقوم مقامة، قال عمر بن الخطاب: «رَجَمَ رسولُ الله ﷺ، ورجمنا بعده.» أي: بصفة الولاية العامة، وحكم بعده بالرجم أبو بكر الصديق، وعمر بن الخطاب وعلي بن أبي طالب، كل منهم بصفته خليفة للمسلمين، أي: الذي يتولى الحكم بالولاية العامة، فلا يكون الحكم في قضية الرجم إلا عند ولاة الأمر، أو من يفوضونه كالحاكم الشرعي، ومن خلال السلطة القضائية والمحكمة الشرعية، وذلك بعد الرفع إليه، وثبوت الزنا بعد إحصان، وثبوت كون الزاني محصنا سبق له تزوج ووطء بعقد نكاح صحيح قبل وقوع الزنا،(1) مع كون المشهود عليه بالزنا بالغا عاقلا حرا مختارا، وفق شروط محددة لذلك. ويثبت الزنا بالإقرار أو البينة، وهي شهادة أربعة رجال عدول يشهدون بتحقق معاينة حدوث الزنا بإدخال آلة الذكر في فرج المرأة.
وحد رجم الزاني المحصن، من أنواع الحدود الشرعية، الثابتة بإجماع المسلمين، فقد أجمع عليه الصحابة ومن بعدهم، وهو مذهب جمهور الفقهاء وعلماء التفسير والحديث، وأنكره بعض الخوارج، وبعض المعتزلة، ومن وافقهم، وهم بذلك ينكرون الأحاديث النبوية الدالة على ذلك.
وحد الرجم ثابت بأدلة مستفيضة من السنة النبوية (الحديث النبوي باعتباره المصدر الثاني للتشريع)، وبإجماع المسلمين على ثبوته، وثبت بأدلة من السنة النبوية، مثل: حديث رجم ماعز ابن مالك والغامدية. وطبق الحد في العصر النبوي وفي عصر الخلفاء، وهو حكم ثابت باتفاق أهل السنة والجماعة، وعند الشيعة والفرق الأخرى، ولم ينكر حد الرجم إلا الخوارج وخصوصا الأزارقة منهم، ومن وافقهم في ذلك من المعتزلة، بسبب إنكارهم للسنة النبوية. وفي حد الرجم زجر ومنع من الاستهانة بحدود الله، فالزنا حرام باتفاق المسلمين، ويعد انتهاكا للحقوق الأسرية، واعتداء على العرض والنسب، لما يلحق الزنا من الذم في المجتمع، والخطأ في حق ولد الزنا، حيث تتراكم عليه المشاكل التي هي نتيجة خطأ والديه. وقد حرص الإسلام على درء الحدود قدر المستطاع.

## حد الرجم في الإسلام
حد الرجم في الإسلام، هو: حد الزاني المحصن في الشرع الإسلامي وهو الرجم بالحجارة حتى يموت، والمحصن أو الثيب بمعنى واحد وهو: من وطئ في نكاح سابق بعقد صحيح، رجلا كان أو امرأة، يقام عليه الحد بعد ثبوت الزنا عند الحاكم بإقرار، أو بأربعة رجال عدول يشهدون بالمعاينة الظاهرة بإدخال آلة الرجل في فرج المرأة، وتحقق ذلك. قال في المختار: «وحد الزاني إن كان محصنا الرجم بالحجارة حتى يموت.» ودلت على ثبوت حد رجم الزاني المحصن: نصوص كثيرة مستفيضة من السنة النبوية، منها: ما ثبت في حديث رجم ماعز ابن مالك، وحديث: رجم الغامدية، وحديث: «لا يحل دم امرئ مسلم إلا بثلاث» وذكر منها: «أو زنا بعد إحصان.» وعن عمر ابن الخطاب أنه قال: «مما أنزل الله آية الرجم الشيخ والشيخة إذا زنيا فارجموهما البتة.» وهذا مما نسخ لفظه من القرآن وبقي معناه، وعلى ذلك إجماع العلماء.
والحد في اللغة: المنع، والفصل بين شيئين لئلا يختلط أحدهما بالآخر. وحد الرجم هو: عقوبة محددة في الشرع بالرجم بالحجارة على الزاني المحصن.
والرجم في اللغة: القتل، وذكر الرجم في غير موضع من القرآن الكريم بمعنى القتل. وسبب ذلك أنهم كانوا إذا قتلوا أحدا رموه بالحجارة حتى يموت. والرجم في الأصل بمعنى: الرمي بالحجارة، ثم قيل لكل رجم قتل، ومنه رجم الثيبين إذا زنيا. والرجم في الشرع الإسلامي بمعنى الحد المشروع: لا يراد به إلا رجم الزاني المحصن بمعنى: الرمي بالحجارة.
والزنا بمعنى: ارتكاب الفاحشة، بين رجل وامرأة لا يحل أحدهما للآخر، والزنا بمعناه العام للعلاقة بين رجل وامرأة قد يشمل أنواع الاتصال الحرام. أما بالمعنى الشرعي الذي هو ارتكاب ما يوجب الحد فهو كما عرفه العلماء، قال ابن مودود في تعريفه هو: «وطء الرجل المرأة في القبل في غير الملك وشبهته.»

## الإحصان في اللغة
الإحصان شرط شرعي لحد رجم الزاني، فلا رجم إلا بعد إحصان، والمحصن بمعنى: المتزوج أي: الذي أحصن نفسه بالزواج، قال الزجاج في قوله تعالى: ﴿محصنين غير مسافحين﴾ قال: متزوجين غير زناة، قال: والإحصان إحصان الفرج وهو إعفافه ومنه قوله تعالى: ﴿أحصنت فرجها﴾ أي أعفته. قال ابن منظور: "وأصل الإحصان في اللغة المنع، يقال: حصن حصين أي: منيع، والمحصن، بالفتح: يكون بمعنى الفاعل والمفعول، وفي شعر حسان يثني على عائشة، رضي الله عنها:
```
وامرأة حصان، -بفتح الحاء- بمعنى: عفيفة بينة الحصانة وقد حصنت إذا عفت عن الريبة، فهي حصان. والمرأة تكون محصنة بالإسلام والعفاف والحرية والتزويج. والمحصنة بمعنى العفيفة، قال الله تعالى: 
﴿
والتي أحصنت فرجها
﴾
 والمحصنة: المتزوجة التي أحصنها زوجها، والجمع محصنات، بمعنى العفائف من النساء، وكل امرأة عفيفة محصنة ومحصنة، وكل امرأة متزوجة محصنة، بالفتح لا غير. فالمعنى أنهن أحصن بأزواجهن. 
```

قال الفراء: والمحصنات من النساء بنصب الصاد، أكثر في كلام العرب. وأحصنت المرأة: عفت، وأحصنها زوجها فهي محصنة ومحصنة. ورجل محصن: متزوج، وقد أحصنه التزوج. وحكى ابن الأعرابي: أحصن الرجل تزوج، فهو محصن، بفتح الصاد فيهما نادر.
قال الأزهري: وأما قوله تعالى: ﴿فإذا أحصن فإن أتين بفاحشة فعليهن نصف ما على المحصنات من العذاب﴾ فإن ابن مسعود قرأ: فإذا أحصن وقال: إحصان الأمة إسلامها، وكان ابن عباس يقرؤها: فإذا أحصن على ما لم يسم فاعله، ويفسره: فإذا أحصن بزوج، وكان لا يرى على الأمة حدا ما لم تزوج، وكان ابن مسعود يرى عليها نصف حد الحرة إذا أسلمت وإن لم تزوج، وبقوله يقول فقهاء الأمصار، وهو الصواب.

### الإحصان بالمعنى الشرعي
الإحصان له عدة معاني شرعية، لكن المقصود به في حق الزاني يقصد به: أحد شروط إقامة حد الرجم، وهو أن يكون مرتكب الزنا ثيبا أو محصنا، وكلاهما بمعنى واحد وهو: «من وطئ في نكاح سابق، بعقد نكاح صحيح». فالمحصن هو الثيب بمعنى: المتزوج، فالإحصان بمعنى: العفة، وإحصان الفرج إعفافه عن الحرام، وسمي الزواج إحصانا؛ لأنه يحصل بسببه إعفاف صاحبه عن الفاحشة، أي: أن من تزوج فقد حصل على إعفاف نفسه بالزواج عن الوقوع في الحرام. ومن شروط رجم الزاني: الإحصان، بمعنى: أن يكون الزاني محصنا، وهو في مقابل العازب، فلا رجم على من زنا وهو غير محصن، بل حده الجلد. ويشترط في رجم الزاني أن يثبت حصول الزنا بعد سبق إحصان، فلا بد أن يكون زناه بعد إحصان، ويشترط في هذا الإحصان: أن يكون قبل الزنا، وأن يكون بنكاح حصل بعقد صحيح، وحصول الوطئ المباح بعقد النكاح الصحيح، ولا يشترط كمال الوطء، بل يكفي مغيب الحشفة أو قدرها من مقطوعها، فإذا لم يسبق له حصول وطئ مباح بعقد نكاح صحيح؛ فليس محصنا، ولو سبق له عقد نكاح صحيح فقط، ولم يسبق له وطئ مباح بعقد صحيح؛ فليس محصنا. ويشترط للإحصان في المحصن أن يكون بالغا عاقلا، فلا إحصان لصبي ولا لمجنون، ولا رجم عليهما، وأن يكون حرا، فلا إحصان للعبد ولا للأمة، ولا رجم عليهما، بل عليهما الجلد؛ لأن عليهما نصف حد الحر، والرجم لا يتنصف. ومن شروط الإحصان عند المالكية: أن يكون مسلما. ذكر في شرح مختصر خليل: أن حد الزاني رجمه إن كان محصنا، ويحصل إحصانه بالوطء المباح بنكاح صحيح لا خيار فيه من بالغ مسلم حر، ويعد هذا إحصانا بالاتفاق. وذكر في الكافي: الفاسد الذي لا يحصن ما يفسخ بعد البناء كشغار، والذي لا يفسخ بعده وطؤه إحصان.
قال النووي: إن حديث رجم اليهوديين وهما غير مسلمين دليل على أن الإسلام ليس شرطا لحصول الإحصان. وذكر في الاختيار: أن شروط إحصان الرجم: الحرية والعقل والبلوغ والإسلام والدخول، وهو الإيلاج في القبل في نكاح صحيح وهما بصفة الإحصان ويثبت الإحصان بالإقرار، أو بشهادة رجلين، أو رجل وامرأتين؛ وكذلك إن كان بينهما ولد معروف.

## أدلة حد الرجم

كتاب لوامع الأهلة والنجم في جوامع أدلة الرجم للشيخ الدكتور جميل حليم الحسيني.

يعد حد الرجم من الأحكام الشرعية في الإسلام، والحكم الشرعي يثبت بدليل شرعي، من نص القرآن، وإن لم يوجد فمن الحديث النبوي، ثم الإجماع ثم القياس على نص شرعي، ولا مجال للرأي في إثبات الحكم أو نفيه، ومن المعلوم أن القرآن المكتوب في المصحف الذي يقرؤه المسلمون لا يوجد فيه نص يدل على حد الرجم، بل المذكور فيه نص يدل على حد الجلد، ومن ثم فإن الدليل على ثبوت حد الرجم هو الأحاديث النبوية، (أي: السنة النبوية)، وهي المصدر الثاني للتشريع الإسلامي، وقد ثبت حد الرجم بأدلة مستفيضة من الأحاديث النبوية، وقد روى البخاري عن علي ابن أبي طالب قوله: «رجمتها بسنة رسول الله ﷺ» إشارة منه بذلك إلى أن حد الرجم ثابت بدليل السنة النبوية، وما ليس له دليل من القرآن فدليله من السنة، ويفهم من كلامه الانكار على من لا يأخذ بالحديث. وجميع الأحكام الشرعية لا تؤخذ إلا بالحديث النبوي بطريق الوحي والنقل والروايـة، وكل ما نزل من الوحي لا يعلم إلا بطريق السنة النبوية، فنصوص القرآن والحديث كلاهما من عند الله تعالى. ومن المعلوم أن أحكام الشرع الإسلامي لم تنزل من عند الله جملة واحدة، فهناك أحكام شرعت على التدريج مثل: تحريم شرب الخمر. وقد شرع الله الحكم في الزنا بالاشهاد والحبس في البيوت، ثم نسخ بحد الزنا. قال الله تعالى: ﴿وَاللَّاتِي يَأْتِينَ الْفَاحِشَةَ مِنْ نِسَائِكُمْ فَاسْتَشْهِدُوا عَلَيْهِنَّ أَرْبَعَةً مِنْكُمْ فَإِنْ شَهِدُوا فَأَمْسِكُوهُنَّ فِي الْبُيُوتِ حَتَّى يَتَوَفَّاهُنَّ الْمَوْتُ أَوْ يَجْعَلَ اللَّهُ لَهُنَّ سَبِيلًا ۝١٥﴾ [النساء:15] ومعنى الآية: أن المرأة إذا زنت، متزوجة كانت أو غير متزوجة؛ فاستشهدوا عليها أربعة شهود، فإن شهدوا عليها فتحبس في البيت حتى تموت، أو يجعل الله لها سبيلا، أي: مخرجا وحكما في ذلك، وكان حكم الحبس في البيوت في زمن التشريع قبل أن يشرع حد الزنا. والسبيل الذي جعله الله هو رجم المحصن أي: المتزوج رجلا كان أو امرأة، وجلد غير المحصن رجلا كان أو امرأة، قال ابن جرير: وإجماع الحجة على هذا. ويدل على هذا حديث: «عن عبادة بن الصامت قال: قال رسول الله ﷺ: خذوا عني، خذوا عني، قد جعل الله لهن سبيلا: البكر بالبكر جلد مائة ونفي سنة، والثيب بالثيب جلد مائة والرجم.»
ومن الأدلة على الرجم حديث: «عن عبد الله قال: قال رسول الله ﷺ: لا يحل دم امرئ مسلم يشهد أن لا إله إلا الله وأني رسول الله إلا بإحدى ثلاث: الثيب الزاني، والنفس بالنفس، والتارك لدينه المفارق للجماعة.» وفي رواية لمسلم: «عن عبد الله قال قام فينا رسول الله صلى الله عليه وسلم فقال: والذي لا إله غيره لا يحل دم رجل مسلم يشهد أن لا إله إلا الله وأني رسول الله إلا ثلاثة نفر التارك الإسلام المفارق للجماعة. أو الجماعة -شك فيه أحمد- والثيب الزاني والنفس بالنفس.» قال النووي: وفي هذا الحديث: إثبات قتل الزاني المحصن، والمراد: رجمه بالحجارة حتى يموت، وهذا بإجماع المسلمين.

### حديث عمر
حديث عمر بن الخطاب، أو خطبة عمر التي رواها عنه الصحابة، وذكرها العلماء في كتب الحديث وغيرها، وهي في الصحيحين وغيرهما من كتب الحديث، وتتضمن إثبات حد الرجم بدليل السنة النبوية، وهذا الحديث جزء من خطبة عمر في المسجد النبوي بالمدينة المنورة، بمحضر جمع من كبار فقهاء الصحابة، وكان سبب حديث عمر أنه لما خرج للحج وصلته أخبار بوجود أشخاص يثيرون الشبهات، فشاور بعض الصحابة في أن يخطب ويبين للناس أشياء بحاجة لمن يفهما عنه، فأشاروا عليه ألا يتحدث بها حتى يرجع إلى المدينة المنورة؛ لأن فيها كبار فقهاء الصحابة، روى البخاري نص خطبة عمر: «عن ابن عباس قال كنت أقرئ رجالا من المهاجرين منهم عبد الرحمن بن عوف فبينما أنا في منزله بمنى وهو عند عمر بن الخطاب في آخر حجة حجها إذ رجع إلي عبد الرحمن فقال: لو رأيت رجلا أتى أمير المؤمنين اليوم فقال يا أمير المؤمنين هل لك في فلان يقول لو قد مات عمر لقد بايعت فلانا فوالله ما كانت بيعة أبي بكر إلا فلتة فتمت فغضب عمر ثم قال: إني إن شاء الله لقائم العشية في الناس فمحذرهم هؤلاء الذين يريدون أن يغصبوهم أمورهم قال عبد الرحمن فقلت يا أمير المؤمنين لا تفعل فإن الموسم يجمع رعاع الناس وغوغاءهم فإنهم هم الذين يغلبون على قربك حين تقوم في الناس وأنا أخشى أن تقوم فتقول مقالة يطيرها عنك كل مطير وأن لا يعوها وأن لا يضعوها على مواضعها فأمهل حتى تقدم المدينة فإنها دار الهجرة والسنة فتخلص بأهل الفقه وأشراف الناس فتقول ما قلت متمكنا فيعي أهل العلم مقالتك ويضعونها على مواضعها فقال عمر أما والله إن شاء الله لأقومن بذلك أول مقام أقومه بالمدينة. قال ابن عباس فقدمنا المدينة في عقب ذي الحجة فلما كان يوم الجمعة عجلت الرواح حين زاغت الشمس حتى أجد سعيد بن زيد بن عمرو بن نفيل جالسا إلى ركن المنبر، فجلست حوله تمس ركبتي ركبته، فلم أنشب أن خرج عمر بن الخطاب فلما رأيته مقبلا قلت لسعيد بن زيد بن عمرو بن نفيل: ليقولن العشية مقالة لم يقلها منذ استخلف، فأنكر علي وقال: ما عسيت أن يقول ما لم يقل قبله.» قال ابن عباس: «فجلس عمر على المنبر فلما سكت المؤذنون قام فأثنى على الله بما هو أهله، ثم قال: أما بعد فإني قائل لكم مقالة قد قدر لي أن أقولها، لا أدري لعلها بين يدي أجلي، فمن عقلها ووعاها؛ فليحدث بها حيث انتهت به راحلته، ومن خشي أن لا يعقلها؛ فلا أحل لأحد أن يكذب علي: إن الله بعث محمدا ﷺ بالحق، وأنزل عليه الكتاب، فكان مما أنزل الله: «آية الرجم» فقرأناها وعقلناها ووعيناها، رجم رسول الله ﷺ، ورجمنا بعده، فأخشى إن طال بالناس زمان أن يقول قائل: والله ما نجد آية الرجم في كتاب الله، فيضلوا بترك فريضة أنزلها الله، والرجم في كتاب الله حق على من زنى إذا أحصن من الرجال والنساء إذا قامت البينة أو كان الحبل،(3) أو الاعتراف..» وقد روى البخاري بقية الحديث في صحيحه. وذكر في كلام عمر حد الرجم، في حديث رواه البخاري ومسلم وغيرهما عن عبد الله بن عباس عن عمر بن الخطاب، أنه قال: «إن الله بعث محمدا ﷺ بالحق، وأنزل عليه الكتاب، فكان مما أنزل الله: «آية الرجم» فقرأناها وعقلناها ووعيناها، رجم رسول الله ﷺ، ورجمنا بعده، فأخشى إن طال بالناس زمان أن يقول قائل: والله ما نجد آية الرجم في كتاب الله، فيضلوا بترك فريضة أنزلها الله، والرجم في كتاب الله حق على من زنى إذا أحصن من الرجال والنساء إذا قامت البينة أو كان الحبل أو الاعتراف..» هذا اللفظ للبخاري. وروى هذا علماء الحديث من طرق متعددة.
وفي صحيح مسلم في باب رجم الثيب في الزنى حديث: «عن عبد الله بن عباس يقول قال عمر بن الخطاب وهو جالس على منبر رسول الله ﷺ: إن الله قد بعث محمدا ﷺ بالحق، وأنزل عليه الكتاب فكان مما أنزل عليه آية الرجم قرأناها ووعيناها وعقلناها فرجم رسول الله ﷺ، ورجمنا بعده، فأخشى إن طال بالناس زمان أن يقول قائل: ما نجد الرجم في كتاب الله، فيضلوا بترك فريضة أنزلها الله، وإن الرجم في كتاب الله حق على من زنى إذا أحصن من الرجال والنساء إذا قامت البينة أو كان الحبل أو الاعتراف». وقد اتفق جمهور أهل السنة والجماعة على أن آية الرجم: كانت إحدى الآيات القرآنية المنزلة من عند الله تعالى، قرأها الصحابة وعقلوها ووعوها، ثم نسخ لفظها وبقي حكمها وهو حكم الرجم. وأن النسخ لا يكون إلا بأمر الله تعالى وحكمة.
ومعنى قوله: «فكان مما أنزل الله عليه آية الرجم قرأناها ووعيناها وعقلناها.»: أن الله بعث محمدا بدين الحق، أي: مبلغاً ومبينا للناس ما أنزل الله عليه. وأنزل القرآن على نبيه، وكان من القرآن المنزل على نبيه آية الرجم. قال النووي: أراد بآية الرجم: «الشيخ والشيخة إذا زنيا فارجموهما البتة...»، وهذا مما نسخ لفظه وبقي حكمه، وقد وقع نسخ حكم دون اللفظ، وقد وقع نسخهما جميعا، فما نسخ لفظه ليس له حكم القرآن فلا تحرم قرآته على الجنب، ولا يجوز قرآته في الصلاة. فالصحابة لم يكتبوا إلا ما أمروا بكتابته، وفي ترك الصحابة كتابة هذه الآية دلالة ظاهرة: أن المنسوخ لا يكتب في المصحف، وفي إعلان عمر بالرجم وهو على المنبر وسكوت الصحابة وغيرهم من الحاضرين عن مخالفته بالإنكار دليل على ثبوت الرجم. وفي كلام عمر ابن الخطاب أنه كان يخشى من وقوع أناس من المسلمين في ضلال، بتعطيل حكم شرعه الله فقال: «فأخشى إن طال بالناس زمان أن يقول قائل: ما نجد الرجم في كتاب الله فيضلوا بترك فريضة.» والذي كان عمر يخشى من وقوعه، هو ظهور أناس من المسلمين يضلون عن الحق بقول القائل منهم: ما نجد الرجم في كتاب الله، أي: أنهم لا يأخذون إلا بالقرآن، وهو إخبار بما لم يحدث، إشارة منه إلى الخوارج الذين ظهروا بعد ذلك. قال النووي: «هذا الذي خشيه قد وقع من الخوارج ومن وافقهم.» قال عمر ابن الخطاب: «وإن الرجم في كتاب الله حق على من زنى إذا أحصن من الرجال والنساء إذا قامت البينة أو كان الحبل أو الاعتراف.» قال النووي: أجمع العلماء على أن الرجم لا يكون إلا على من زنى وهو محصن. وقال أيضا: وأجمعوا على أنه إذا قامت البينة بزناه وهو محصن يرجم، وأجمعوا على أن البينة أربعة شهداء ذكور عدول، هذا إذا شهدوا على نفس الزنا، ولا يقبل دون الأربعة، وإن اختلفوا في صفاتهم، وأجمعوا على وجوب الرجم على من اعترف بالزنا وهو محصن يصح إقراره بالحد، واختلفوا في اشتراط تكرار إقراره أربع مرات.
وقول عمر: «أو الحبل» بمعنى ظهور الحمل وحده، إذا لم يكن لها زوج ولا سيد، ففي مذهب عمر بن الخطاب، أنه يثبت به الزنا، ويجب الحد به، وتابعه في هذا مالك وأصحابه. وقال الشافعي وأبو حنيفة وجماهير العلماء: لا حد عليها بمجرد الحبل مطلقاً؛ لأن الحدود تسقط بالشبهات. وقوله: «على منبر رسول الله ﷺ»: للدلالة على أنه خليفة الرسول في تبليغ الأحكام وبيانها. والذين تحدث إليهم معظمهم من الصحابة، والذي تحدث عنه هو: حكم حد الرجم الذي ثبت عند الصحابة، بقصد استظهار إقرارهم بما عرفوه وتلقوه من الأحكام ليتحملوا مسؤلية البيان والتبليغ لمن بعدهم.
والمعنى: أنه أرد منهم أن يتحملوا مسؤلية تبليغ وبيان هذه الأحكام التي تقررت في السابق، وانتهى الأمر بالإتفاق على هذا ولم ينكروا علية، إذ لو كان في الأمر أي مخالفة لما وافقوه، كما أن ما هو مقرر عند الجميع ومعلوم مسبقا؛ لا يلزم أن يتحدث عنه ويرويه كل فرد. وفي كلامه: حث الصحابة على تبليغ الأحكام الشرعية وبيانها للناس وخصوصا ما يخفى منها غالبا، وقد يكون من ذلك عدم ظهور الزنا بسبب صلاح الناس، أو لأنه مما يخفى غالبا، كما أن ستر مثل هذه الأمور وعدم التحدث عنها مما يطلب في الشرع الإسلامي كل هذا قد يؤدي إلى ترك حكم شرعي. كما أن نسخ لفظ آية الرجم قد يؤدي إلى إنكار حكم الرجم بحجة أنة لم يوجد في القرآن حكم الرجم وهذا ما كان يخشاه عمر وقد حدث بعده بالفعل، حيث ظهر من ينكر حد الرجم.

### الإجماع
أجمع الصحابة ومن بعدهم على ثبوت حكم رجم الثيب الزاني، ولم يثبت عن أحد منهم إنكاره، وهو مذهب جمهور الفقهاء والمحدثين، ونقل غير واحد من علماء التفسير والحديث وأصول الفقه وفروعه وغيرهم: أن رجم الزاني المحصن ثابت بإجماع المسلمين، فهو ثابت بإجماع جماهير أهل السنة والجماعة، من علماء التفسير والحديث والفقه وغيرهم، وعند الشيعة، والفرق الأخرى، ولم ينكره إلا بعض الخوارج وبعض المعتزلة ومن وافقهم. ذكر النووي في شرح صحيح مسلم أن الخوارج وبعض من وافقهم أنكروا حد الرجم. وجاء في شرح صحيح البخاري أن الخوارج وبعض المعتزلة أنكروا حد الرجم بحجة أنه لا يوجد في القرآن ما يدل على الرجم، ومن لازم هذا أنهم لم يحتجوا بالأحاديث النبوية، ولا بأقوال الصحابة. وقد نقل العلماء الإجماع على ثبوت حد الرجم. قال ابن حجر العسقلاني: «وقال ابن بطال: أجمع الصحابة وأئمة الأمصار على أن المحصن إذا زنى عامدا عالما مختارا فعليه الرجم، ودفع ذلك الخوارج وبعض المعتزلة واعتلوا بأن الرجم لم يذكر في القرآن، وحكاه ابن العربي عن طائفة من أهل المغرب لقيهم وهم من بقايا الخوارج، واحتج الجمهور بأن النبي ﷺ رجم، وكذلك الأئمة بعده، ولذلك أشار علي رضي الله عنه بقوله في أول أحاديث الباب: «ورجمتها بسنة رسول الله ﷺ".»» وثبت في صحيح مسلم في باب رجم الحبلى حديث: «عن عبادة أن النبي ﷺ قال: خذوا عني: قد جعل الله لهن سبيلا، الثيب بالثيب الرجم..الحديث» وسيأتي في «باب رجم الحبلى من الزنا» من وحديث عمر أنه خطب فقال: «إن الله بعث محمدا بالحق وأنزل عليه القرآن فكان مما أنزل آية الرجم..»

### أدلة حد الرجم في السنة النبوية
دلت على حكم حد رجم الزاني المحصن أحاديث من السنة النبوية بلغت مبلغ الاستفاضة، في الصحيحين وغيرهما من كتب الحديث المعتمدة، بروايات صحيحة متعددة، تدل على ثبوت حد الرجم للزاني المحصن. روى مسلم في صحيحه حديث: «لا يحل دم امرء مسلم إلا بإحدى ثلاث: الثيب الزاني..» وثبت في صحيح البخاري: «عن مسروق عن عبد الله قال: قال رسول الله ﷺ: لا يحل دم امرئ مسلم يشهد أن لا إله إلا الله وأني رسول الله إلا بإحدى ثلاث: النفس بالنفس، والثيب الزاني، والمارق من الدين التارك للجماعة.»
وورد في صحيح البخاري: «عن علي رضي الله عنه حين رجم المرأة يوم الجمعة وقال: قد رجمتها بسنة رسول الله ﷺ». يعنى: إنه إذا لم يوجد في المصحف ما يدل على الرجم؛ فإن الحكم ثابت بالسنة النبوية. وفي البخاري: «عن عائشة رضي الله عنها قالت: اختصم سعد وابن زمعة فقال: النبي ﷺ: «هو لك يا عبد بن زمعة، الولد للفراش واحتجبي منه يا سودة.» زاد لنا قتيبة عن الليث «وللعاهر الحجر.»» و«العاهر»: الزاني، ومعنى «وللعاهر الحجر» : للزاني الرجم، ودلت الأحاديث الأخرى على أن المراد به المحصن. ووردت أيضا أحاديث تدل على تنقيذ حكم حد الرجم بالسنة النبوية ومنها حديث: «عن جابر أن رجلا من أسلم جاء النبي ﷺ فاعترف بالزنا فأعرض عنه النبي ﷺ حتى شهد على نفسه أربع مرات قال له النبي ﷺ: «أبك جنون؟» قال: لا، قال: «آحصنت؟» قال: نعم. فأمر به فرجم بالمصلى فلما أذلقته الحجارة فر فأدرك فرجم حتى مات فقال له النبي ﷺ: «خيرا» وصلى عليه.»
ولمسلم: «عن أبي هريرة أنه قال: أتى رجل من المسلمين رسول الله صلى الله عليه وسلم وهو في المسجد، فناداه فقال: يا رسول الله إني زنيت، فأعرض عنه فتنحى تلقاء وجهه فقال له: يا رسول الله إني زنيت، فأعرض عنه حتى ثنى ذلك عليه أربع مرات، فلما شهد على نفسه أربع شهادات دعاه رسول الله صلى الله عليه وسلم فقال: «أبك جنون؟» قال: لا قال «فهل أحصنت؟» قال: نعم، فقال رسول الله ﷺ: «اذهبوا به فارجموه» قال ابن شهاب: فأخبرني من سمع جابر بن عبد الله يقول فكنت فيمن رجمه فرجمناه بالمصلى فلما أذلقته الحجارة هرب فأدركناه بالحرة فرجمناه.»
وورد في الحديث تفصيل الحكم في حد الزنا، فالمحصن حده الرجم، وغير المحصن جلد مائة، وتغريب عام. ويدل عليه حديث: «عن أبي هريرة وزيد بن خالد الجهني أنهما قالا: إن رجلا من الأعراب أتى رسول الله صلى الله عليه وسلم فقال: يا رسول الله أنشدك الله إلا قضيت لي بكتاب الله فقال الخصم الآخر وهو أفقه منه نعم فاقض بيننا بكتاب الله وأذن لي فقال رسول الله ﷺ: «قل» قال: إن ابني كان عسيفا على هذا فزنى بامرأته، وإني أخبرت أن على ابني الرجم، فافتديت منه بمائة شاة ووليدة، فسألت أهل العلم فأخبروني أنما على ابني جلد مائة وتغريب عام، وأن على امرأة هذا الرجم فقال رسول الله ﷺ: «والذي نفسي بيده لأقضين بينكما بكتاب الله: الوليدة والغنم رد، وعلى ابنك جلد مائة وتغريب عام، واغد يا أنيس إلى امرأة هذا فإن اعترفت فارجمها.» قال: فغدا عليها فاعترفت فأمر بها رسول الله ﷺ فرجمت.» والعسيف: الأجير. والحديث دليل على ثبوت حد رجم الزاني المحصن، بعد ثبوت الزنا. وقوله: فافتديته بمائة شاة ووليدة، أراد بدل الجلد مائة شاة، وبدل التغريب إعتاق جارية. وقوله: «رد عليك» أي: مردود عليك؛ لأنه استحداث ما هو مخالف لحكم الشرع، مما ليس منه. ذكر النووي: أن هذا الحديث دليل صريح على أن غير المحصن يجلد مائة جلدة، وينفى لمدة سنة، وهو قول الجمهور خلافا للحنفية القائلين بأنه لا تغريب مع الجلد إلا إذا رأى الإمام مصلحة في ذلك. وقوله: «لأقضين بينكما بكتاب الله.» بمعنى: بما كتب الله وحكم به وأنزله بالوحي، سواء كان بالقرآن أو السنة فكلاهما من عند الله.

#### رجم من أقر بالزنا
«عن سليمان بن بريدة عن أبيه قال جاء ماعز بن مالك إلى النبي ﷺ فقال: يا رسول الله طهرني فقال: «ويحك ارجع فاستغفر الله وتب إليه» قال: فرجع غير بعيد ثم جاء فقال: يا رسول الله طهرني، فقال رسول الله ﷺ: «ويحك ارجع فاستغفر الله وتب إليه» قال: فرجع غير بعيد ثم جاء فقال يا رسول الله طهرني فقال: النبي ﷺ مثل ذلك حتى إذا كانت الرابعة قال له رسول الله: «فيم أطهرك؟» فقال من الزنى فسأل رسول الله  ﷺ: «أبه جنون؟» فأخبر أنه ليس بمجنون فقال «أشرب خمرا؟» فقام رجل فاستنكهه فلم يجد منه ريح خمر قال فقال رسول الله صلى الله عليه وسلم: «أزنيت؟» فقال نعم فأمر به فرجم فكان الناس فيه فرقتين قائل يقول لقد هلك لقد أحاطت به خطيئته وقائل يقول ما توبة أفضل من توبة ماعز أنه جاء إلى النبي صلى الله عليه وسلم فوضع يده في يده ثم قال اقتلني بالحجارة قال فلبثوا بذلك يومين أو ثلاثة ثم جاء رسول الله ﷺ وهم جلوس فسلم ثم جلس فقال: «استغفروا لماعز بن مالك» قال فقالوا غفر الله لماعز بن مالك قال فقال رسول الله ﷺ: «لقد تاب توبة لو قسمت بين أمة لوسعتهم.»
قال ثم جاءته امرأة من غامد من الأزد فقالت يا رسول الله طهرني فقال «ويحك ارجعي فاستغفري الله وتوبي إليه» فقالت أراك تريد أن ترددني كما رددت ماعز بن مالك قال «وما ذاك؟» قالت: إنها حبلى من الزنى فقال «آنت؟» قالت: نعم فقال لها: «حتى تضعي ما في بطنك» قال: فكفلها رجل من الأنصار حتى وضعت قال فأتى النبي ﷺ فقال: قد وضعت الغامدية فقال: إذا لا نرجمها وندع ولدها صغيرا ليس له من يرضعه فقام رجل من الأنصار فقال إلي رضاعه يا نبي الله قال: فرجمها.» يدل هذا الحديث على أن المرأة الحامل لا يقام عليها حد الرجم حتى تضع حملها ومثل هذا إذا وجب عليها القصاص فلا ينفذ إلا بعد وضع  الحمل؛ لأن ذلك يؤدي إلى قتل ما في بطنها. ولا ترجم بعد الوضع؛ لأن الطفل بحاجة إلى إليها. قال الشافعي وأحمد وإسحاق والمشهور عند مالك: لا ترجم حتى ترضع ولدها، حتى يستغني عنها ويجد من يرضعه ويرعاه، فإن لم تجد من يرضعه، فلا ترجم حتى تفطمه. وقال أبو حنيفة ترجم بعد الوضع.

#### حديث رجم ماعز ابن مالك
ذكرت حادثة رجم ماعز ابن مالك في كتب الحديث، وقد أقيم عليه الحد بإقراره وتفاصيل ذلك مذكور في الأحاديث الصحيحة التي رواها الصحابة بشهادتهم عليها ومنها: «عن جابر بن سمرة قال رأيت ماعز بن مالك حين جيء به إلى النبي ﷺ رجل قصير أعضل ليس عليه رداء فشهد على نفسه أربع مرات أنه زنى فقال رسول الله ﷺ: فلعلك قال لا والله إنه قد زنى الأخر قال: فرجمه ثم خطب فقال: ألا كلما نفرنا غازين في سبيل الله خلف أحدهم له نبيب كنبيب التيس يمنح أحدهم الكثبة أما والله إن يمكني من أحدهم لأنكلنه عنه.» وفي رواية: «عن سماك بن حرب قال سمعت جابر بن سمرة يقول: أتي رسول الله صلى الله عليه وسلم برجل قصير أشعث ذي عضلات عليه إزار وقد زنى فرده مرتين ثم أمر به فرجم فقال رسول الله صلى الله عليه وسلم: كلما نفرنا غازين في سبيل الله تخلف أحدكم ينب نبيب التيس يمنح إحداهن الكثبة إن الله لا يمكني من أحد منهم إلا جعلته نكالا أو نكلته قال فحدثته سعيد بن جبير فقال إنه رده أربع مرات.» وفي رواية: فرده مرتين. وفي حديث أبي عامر: فرده مرتين أو ثلاثا.
«عن سعيد بن جبير عن ابن عباس أن النبي ﷺ قال لماعز بن مالك: «أحق ما بلغني عنك؟» قال: وما بلغك عني؟ قال: " «بلغني أنك وقعت بجارية آل فلان» قال: نعم، قال: فشهد أربع شهادات ثم أمر به فرجم.» في الحديث سؤال المتهم عما قيل فيه، وظاهر هذا أنه لم يخبر بنفسه عما حدث منه، وقد ورد في روايات أخرى أن أهله أتي به، ولا تعارض بين هذا وبين رواية أنه أتى واعترف، فقد ورد أن أهل ماعز أتوا به؛ ليجدوا له مخرجا، وجاء في رواية: ياهزال لو سترته بثوبك، وكونه أتى معترفا وطالبا أن يقام عليه لا ينافي كونهم أخبروا عنه.
«عن أبي سعيد أن رجلا من أسلم يقال له ماعز بن مالك أتى رسول الله ﷺ فقال: إني أصبت فاحشة فأقمه علي، فرده النبي ﷺ مرارا، قال: ثم سأل قومه فقالوا: ما نعلم به بأسا إلا أنه أصاب شيئا يرى أنه لا يخرجه منه إلا أن يقام فيه الحد، قال: فرجع إلى النبي ﷺ فأمرنا أن نرجمه، قال: فانطلقنا به إلى بقيع الغرقد، قال: فما أوثقناه ولا حفرنا له، قال: فرميناه بالعظم والمدر والخزف، قال: فاشتد واشتددنا خلفه حتى أتى عرض الحرة، فانتصب لنا فرميناه بجلاميد الحرة -يعني الحجارة- حتى سكت، قال: ثم قام رسول الله ﷺ خطيبا من العشي فقال: «أو كلما انطلقنا غزاة في سبيل الله تخلف رجل في عيالنا، له نبيب كنبيب التيس، علي أن لا أوتى برجل فعل ذلك إلا نكلت به.» قال: فما استغفر له ولا سبه.» وفي رواية لمسلم: «فقام النبي ﷺ من العشي فحمد الله وأثنى عليه ثم قال: «أما بعد فما بال أقوام إذا غزونا يتخلف أحدهم عنا له نبيب كنبيب التيس.» ولم يقل في عيالنا.» وفي رواية لمسلم: «فاعترف بالزنى ثلاث مرات.»
ذكر النووي في شرح الحديث أن الرجم يحصل بالحجر أو بغيره، مثل: العظم والخزف والمدر.

#### حديث رجم الغامدية
«عن عمران بن حصين أن امرأة من جهينة أتت نبي الله ﷺ وهي حبلى من الزنى فقالت: يا نبي الله أصبت حدا فأقمه علي، فدعا نبي الله ﷺ وليها فقال: «أحسن إليها فإذا وضعت فأتني بها»، ففعل فأمر بها نبي الله ﷺ فشكت عليها ثيابها، ثم أمر بها فرجمت، ثم صلى عليها، فقال له عمر: تصلي عليها يا نبي الله وقد زنت؟ فقال: «لقد تابت توبة لو قسمت بين سبعين من أهل المدينة لوسعتهم، وهل وجدت توبة أفضل من أن جادت بنفسها لله تعالى». وفي الحديث دلالة على مشروعية الإحسان إلى من يقام عليه الحد. وإصرار الغامدية على إقامة الحد عليها رغم أنها  أمرت بالتوبة يدل على أنها أرادت أن يتحقق لها قبول التوبة بإقامة الحد، وأن التوبة وحدها قد لا تكون خالصة. قوله: أحسن إليها فإذا وضعت فائتني بها. خطاب لولي الغامدية بالإحسان إليها خلال فترة تأجيل إقامة الحد؛ خوفا عليها من أقاربها أن تحملهم الغيرة ولحوق العار بهم أن يؤذوها، فأوصى بالإحسان إليها تحذيرا لهم من ذلك. وأيضا؛ أمر بالإحسان إليها رحمة إذ قد تابت، والتأكيد على الإحسان إليها لما في نفوس الناس من النفرة من مثلها، وإسماعها الكلام المؤذي ونحو ذلك فنهى عن هذا كله. «قوله: «فأمر بها فشكت عليها ثيابها ثم أمر بها فرجمت» هكذا هو في معظم النسخ: «فشكت» وفي بعضها: «فشدت» بالدال بدل الكاف، وهو معنى الأول، وفي هذا استحباب جمع أثوابها عليها وشدها بحيث لا تنكشف عورتها في تقلبها وتكرار اضطرابها.» وروى مسلم في صحيحه: «عن عبد الله بن بريدة عن أبيه أن ماعز بن مالك الأسلمي أتى رسول الله صلى الله عليه وسلم فقال يا رسول الله إني قد ظلمت نفسي وزنيت وإني أريد أن تطهرني فرده فلما كان من الغد أتاه فقال يا رسول الله إني قد زنيت فرده الثانية فأرسل رسول الله صلى الله عليه وسلم إلى قومه فقال أتعلمون بعقله بأسا تنكرون منه شيئا فقالوا ما نعلمه إلا وفي العقل من صالحينا فيما نرى فأتاه الثالثة فأرسل إليهم أيضا فسأل عنه فأخبروه أنه لا بأس به ولا بعقله فلما كان الرابعة حفر له حفرة ثم أمر به فرجم. قال: فجاءت الغامدية فقالت يا رسول الله إني قد زنيت فطهرني، وإنه ردها فلما كان الغد قالت: يا رسول الله لم تردني لعلك أن تردني كما رددت ماعزا فو الله إني لحبلى قال إما لا فاذهبي حتى تلدي فلما ولدت أتته بالصبي في خرقة قالت هذا قد ولدته قال اذهبي فأرضعيه حتى تفطميه فلما فطمته أتته بالصبي في يده كسرة خبز فقالت هذا يا نبي الله قد فطمته وقد أكل الطعام فدفع الصبي إلى رجل من المسلمين ثم أمر بها فحفر لها إلى صدرها وأمر الناس فرجموها فيقبل خالد بن الوليد بحجر فرمى رأسها فتنضح الدم على وجه خالد فسبها فسمع نبي الله صلى الله عليه وسلم سبه إياها فقال مهلا يا خالد فو الذي نفسي بيده لقد تابت توبة لو تابها صاحب مكس لغفر له ثم أمر بها فصلى عليها ودفنت.» ولا ترجم الحامل حتى تضع حملها، ويؤجل رجمها بعد الوضع حتى ترضعه وترعاه حتى يكتفي عن الرضاع ويحصل على من يتولى رعايته. روى الإمام مالك في الموطأ: «عن عبد الله بن أبي مليكة أنه أخبره أن امرأة جاءت إلى رسول الله ﷺ فأخبرته أنها زنت وهي حامل، فقال لها رسول الله ﷺ: اذهبي حتى تضعي، فلما وضعت جاءته فقال لها رسول الله ﷺ: اذهبي حتى ترضعيه، فلما أرضعته جاءته فقال: اذهبي فاستودعيه قال: فاستودعته ثم جاءت فأمر بها فرجمت.»

#### رجم اليهوديين
بعد الهجرة النبوية وقعت في المدينة المنورة حادثة زنا رجل وامرأة يهوديين، وقد حكم عليهما بالرجم فرجما. ويدل على هذه الواقعة حديث: «عن ابن عمر رضي الله عنهما قال: أتي رسول الله ﷺ بيهودي ويهودية قد أحدثا فقال: «ما تجدون في كتابكم؟» قالوا: إن أحبارنا أحدثوا تحميم الوجه والتجبية قال عبد الله بن سلام: أدعهم يارسول الله بالتوراة، فأتى بها فوضع أحدهم يده على آية الرجم فجعل يقرأ ما قبلها وما بعدها فقال له عبد الله بن سلام ارفع يدك فإذا آية الرجم تحت يده فأمر بهما رسول الله فرجما. قال ابن عمر فرجما عند البلاط فرأيت اليهودي أجنأ عليها.» وهو دليل على ثبوت حد الرجم، بحكم الله، في الشرع الإسلامي، موافقا لما لحكم الله تعالى المنزل في التوراة، وليس معناه أن المسلمين أخذوا الحكم تقليدا لليهود. وإقامة حد الرجم لا يعقل أن يطبق معززا بشهادة الصحابة: إلا بوحي من عند الله تعالى. وفي صحيح البخاري قال: «حدثنا موسى بن إسماعيل حدثنا عبد الواحد حدثنا الشيباني: سألت عبد الله بن أبي أوفى عن الرجم فقال: رجم النبي ﷺ فقلت: أقبل النور أم بعده؟ قال: لا أدري تابعه علي بن مسهر وخالد بن عبد الله والمحاربي وعبيدة بن حميد عن الشيباني وقال بعضهم المائدة والأول أصح.» «عن نافع عن عبد الله بن عمر رضي الله عنهما أنه قال: إن اليهود جاءوا إلى رسول الله ﷺ فذكروا له أن رجلا منهم وامرأة زنيا، فقال لهم رسول الله ﷺ: «ما تجدون في التوراة في شأن الرجم؟» فقالوا: نفضحهم ويجلدون. قال عبد الله بن سلام: كذبتم إن فيها الرجم، فأتوا بالتوراة فنشروها فوضع أحدهم يده على آية الرجم فقرأ ما قبلها وما بعدها، فقال له عبد الله بن سلام: ارفع يدك فرفع يده فإذا فيها آية الرجم، قالوا: صدق يا محمد، فيها آية الرجم، فأمر بهما رسول الله ﷺ فرجما فرأيت الرجل يحني على المرأة يقيها الحجارة.» يدل هذا الحديث على ثبوت حكم رجم المحصن، الاقتصار على الرجم ولا يضم إليه الجلد، وأن أنكحة الكفار صحيحة؛ لأن ثبوت الإحصان فرع ثبوت صحة النكاح، وأن الكفار مخاطبون بفروع الشريعة، وأن اليهود كانوا ينسبون إلى التوراة ما ليس فيها، ولو لم يكن مما أقدموا على تبديله وإلا لكان في الجواب حيدة عن السؤال لأنه سأل عما يجدون في التوراة فعدلوا عن ذلك لما يفعلونه وأوهموا أن فعلهم موافق لما في التوراة فأكذبهم عبد الله بن سلام، واكتفاء الحاكم بترجمان واحد موثوق به، وأن شرع من قبلنا ليس شرعا لنا إلا إذا ثبت ذلك لنا بدليل قرآن أو حديث صحيح ما لم يثبت نسخه، وأنه لما حكم عليهم علم أن هذا الحكم لم ينسخ من التوراة أصلا. قال ابن حجر: ونقل ابن العربي عن الطبري والثعلبي عن المفسرين قالوا: «انطلق قوم من قريظة والنضير منهم كعب بن الأشرف وكعب بن أسد وسعيد بن عمرو ومالك بن الصيف وكنانة بن أبي الحقيق وشاس بن قيس ويوسف ابن عازوراء فسألوا النبي ﷺ وكان رجل وامرأة من أشراف أهل خيبر زنيا واسم المرأة بسرة، وكانت خيبر حينئذ حربا فقال لهم اسألوه، فنزل جبريل على النبي ﷺ فقال: اجعل بينك وبينهم ابن صوريا". فذكر القصة مطولة ولفظ الطبري من طريق الزهري المذكورة: "إن أحبار اليهود اجتمعوا في بيت المدراس، وقد زنى رجل منهم بعد إحصانه بامرأة منهم قد أحصنت،»(10) فذكر القصة وفيها: «فقال اخرجوا إلى عبد الله بن صوريا الأعور.» قال ابن إسحاق: «ويقال إنهم أخرجوا معه أبا ياسر بن أحطب ووهب بن يهودا، فخلا النبي صلى الله عليه وسلم بابن صوريا..» وذكر الحديث. وجاء عند الطبراني من حديث ابن عباس: «أن رهطا من اليهود أتوا النبي ﷺ ومعهم امرأة فقالوا: يا محمد ما أنزل عليك في الزنا؟.» وفي حديث عبد الله بن الحارث عند البزار: «أن اليهود أتوا بيهوديين زنيا وقد أحصنا». وذكر أبو داود من طريق الزهري سبب مجيئهم في حديث: «عن أبي هريرة قال: زنى رجل من اليهود بامرأة، فقال بعضهم لبعض: اذهبوا بنا إلى هذا النبي فإنه بعث بالتخفيف فإن أفتانا بفتيا دون الرجم قبلناها واحتججنا بها عند الله وقلنا فتيا نبي من أنبيائك، قال فأتوا النبي ﷺ وهو جالس في المسجد في أصحابه فقالوا: يا أبا القاسم ما ترى في رجل وامرأة زنيا منهم..»
وفي رواية عند الطبري: «أن النبي صلى الله عليه وسلم لما ناشده قال: يا رسول الله، إنهم ليعلمون أنك نبي مرسل ولكنهم يحسدونك»، وقال في آخر الحديث: «ثم كفر بعد ذلك ابن صوريا ونزلت فيه: يا أيها الرسول لا يحزنك الذين يسارعون في الكفر الآية». وقوله: فقالوا نفضحهم بفتح أوله وثالثه من الفضيحة. وفي لفظ: «قالوا: نسخم وجوههما، ونخزيهما»، وفي رواية عبد الله بن عمر: «قالوا: نسود وجوههما ونحممهما ونخالف بين وجوههما ويطاف بهما». وفي رواية عبد الله بن دينار: «أن أحبارنا أحدثوا تحميم الوجه والتجبية». وفي حديث أبي هريرة أنهم قالوا: «يحمم ويجبه ويجلد»، والتجبية أن يحمل الزانيان على حمار وتقابل أقفيتهما ويطاف بهما. وقال الباجي: ظاهر الأمر أنهم قصدوا في جوابهم تحريف حكم التوراة والكذب على النبي إما رجاء أن يحكم بينهم بغير ما أنزل الله وإما لأنهم قصدوا بتحكيمه التخفيف عن الزانيين واعتقدوا أن ذلك يخرجهم عما وجب عليهم، أو قصدوا اختبار أمره؛ لأنه من المقرر أن من كان نبيا لا يقر على باطل، فظهر بتوفيق الله نبيه كذبهم وصدقه، ولله الحمد. ووقع في حديث البراء: «فحده الرجم، ولكنه كثر في أشرافنا فكنا إذا أخذنا الشريف تركناه وإذا أخذنا الوضيع أقمنا عليه الحد، فقلنا تعالوا فلنجتمع على شيء نقيمه على الشريف والوضيع فجعلنا التحميم والجلد مكان الرجم.» ووقع بيان ما في التوراة من آية الرجم في رواية أبي هريرة: «المحصن والمحصنة إذا زنيا فقامت عليهما البينة رجما، وإن كانت المرأة حبلى تربص بها حتى تضع ما في بطنها.»

##### حكم رجم اليهود أهل الذمة في الزنا
أهل الذمة في الاصطلاح الإسلامي، هم: أهل الكتاب، (اليهود والنصارى) الذين كتب لهم والي المسلمين عقد ذمه؛ ليعيشوا تحت رعاية والي المسلمين ويكون لهم حقوق وعليهم واجبات. وفي حادثة زنا يهوديين، في المدينة المنورة، في العصر النبوي، جملة من الأحكام والدلالات في التشريع الإسلامي، في زمن نزول الوحي. وقد رواها أصحاب كتب الحديث، فقد رواها الإمام مسلم في صحيحه بعنوان: «باب رجم اليهود أهل الذمة» للإشارة إلى أنهم كانوا أهل ذمة. أما البخاري فقد رواها بعنوان: «باب أحكام أهل الذمة وإحصانهم إذا زنوا ورفعوا إلى الإمام.» وقد كان البخاري من فقهاء أهل الحديث، وعرف عنه في صحيحه: أن فقهه في ترجمته، فهذا العنوان الذي ذكره هو خلاصة فقه الحديث، ومعنى هذا: أن الحكم في هذه الحادثة باعتبار أن أولئك اليهود كانوا من أهل الذمة، وأن الإسلام ليس شرطا للإحصان. روى مسلم في صحيحه بسنده: «عن نافع أن عبد الله ابن عمر أخبره: أن رسول الله ﷺ أتي بيهودي ويهودية قد زنيا، فانطلق رسول الله ﷺ حتى جاء يهود فقال: «ما تجدون في التوراة على من زنى؟» قالوا: نسود وجوههما ونحملهما ونخالف بين وجوههما ويطاف بهما، قال: «فأتوا بالتوراة إن كنتم صادقين» فجاءوا بها فقرءوها حتى إذا مروا بآية الرجم وضع الفتى الذي يقرأ يده على آية الرجم وقرأ ما بين يديها وما وراءها فقال له عبد الله بن سلام وهو مع رسول الله ﷺ: مره فليرفع يده، فرفعها فإذا تحتها آية الرجم، فأمر بهما رسول الله ﷺ فرجما. قال عبد الله بن عمر: كنت فيمن رجمهما فلقد رأيته يقيها من الحجارة بنفسه.» ورواه من طريق آخر: «عن ابن عمر أن رسول الله ﷺ رجم في الزنى يهوديين رجلا وامرأة زنيا، فأتت اليهود إلى رسول الله ﷺ بهما وساقوا الحديث بنحوه.» وفي رواية لمسلم: «عن ابن عمر أن اليهود جاءوا إلى رسول الله ﷺ برجل منهم وامرأة قد زنيا وساق الحديث بنحو حديث عبيد الله عن نافع.» يدل هذا الحديث على أن الكفار إذا تحاكموا إلى المسلمين؛ حكم القاضي بينهم بحكم شرع الإسلام. والحكم في حادثة اليهوديين لم يكن تطبيقا لشريعة اليهود، بدليل أن الرجم وقع تطبيقه على المسلمين في حوادث أخرى، والمعنى أن المسلمين لم يكونوا تابعين لليهود، فالمسلمون يأخذون بشريعة الإسلام، ولا يطبقون على أنفسهم شريعة اليهود، فحكم الرجم الواقع على اليهود بحكم شريعة الإسلام، ووقع الحكم عندهم موافقا لما في الشرع الإسلامي، ولا غرابة في ذلك؛ لأن الحاكم واحد وهو الله الذي شرع لعباده الأحكام، وأرسل الرسل وأنزل عليهم الكتب، ودين كل الأنبياء واحد، وربهم واحد، وأما شرائع الرسل فهي محل اختلاف. وهناك أحكام اتفق فيها الشرع الإسلامي مع غيره، والتوافق لا يستلزم الاتباع. وقد توجه المسلمون في صلاتهم إلى بيت المقدس، قبل تحويل القبلة، وقد قال اليهود حينها: أن المسلمين اتبعوا قبلتنا، وكلامهم غير صحيح؛ لأن العبادة لله وحده، والخلق كلهم عباده، فيأمرهم بما شاء وكيف شاء. وفي رجم اليهوديين وهما غير مسلمين دليل على أن الإسلام ليس شرطا للإحصان، إذ لو كان شرطا لم يثبت الإحصان إلا به، وإذا لم يثبت الإحصان فلا يقام الحد إلا على المسلم. وقال مالك: أن الإسلام شرط للإحصان، بمعنى: أنه لا يصح إحصان الكافر، وقال: إنما رجم اليهوديين؛ لأنهما لم يكونا أهل ذمة. قال النووي: وهذا تأويل باطل؛ لأنهما كانا من أهل العهد، ولأنه رجم المرأة، والنساء لا يجوز قتلهن مطلقا. وقول ابن عمر: «إن النبي ﷺ أتي بيهودي ويهودية قد زنيا..» أي: أتي إليه بصفته حاكما، واليهود الذين تحاكموا إليه كانوا داخلين تحت حكمه، فاليهود الذين كانوا في المدينة، كانوا من أهل الذمة، أي: أنهم دخلوا تحت حكم المسلمين بهذه الذمة، وأجريت عليهم بذلك أحكام الإسلام. قال النووي: «في هذا دليل لوجوب حد الزنا على الكافر، وأنه يصح نكاحه؛ لأنه لا يجب الرجم إلا على محصن، فلو لم يصح نكاحه لم يثبت إحصانه ولم يرجم. وفيه أن الكفار مخاطبون بفروع الشرع وهو الصحيح، وقيل: لا يخاطبون بها، وقيل: إنهم مخاطبون بالنهي دون الأمر.» ومعنى قوله: «ما تجدون في التوراة؟» سأل اليهود عما هو موجود في كتابهم في حد الزاني؟ وقد كانوا أهل كتاب. قال العلماء: إن هذا السؤال الموجه لهم لم يكن بقصد معرفة الحكم منهم، فهو لا يجهل حكما شرعيا، كما أنه لا يريد اتباع شريعة اليهود ولا أخذ الحكم منهم، ولا تقليدهم في ذلك؛ لأن الأنبياء يأخذون الأحكام بالوحي من عند الله تعالى، ولا يتلقون تعاليم الشرع إلا من عند الله تعالى. ولكن المقصود من سؤاله إياهم إلزامهم بما يعتقدونه في كتابهم، وبيان ما كتموه من الحق في كتابهم. قال النووي: «قوله ﷺ: «ما تجدون في التوراة؟» قال العلماء: هذا السؤال ليس لتقليدهم ولا لمعرفة الحكم منهم، فإنما هو لإلزامهم بما يعتقدونه في كتابهم، ولعله ﷺ قد أوحي إليه أن الرجم في التوراة الموجودة في أيديهم لم يغيروه كما غيروا أشياء، أو أنه أخبره بذلك من أسلم منهم، ولهذا لم يخف ذلك عليه حين كتموه.» وقد أجابوا عن ذلك بقولهم: «نسود وجوههما ونحملهما» أي: قالوا: أن الحكم في شريعة اليهود على من زنا هو: تحميم الوجه، أي: تسويد وجه الزاني بالفحم، وحمله على بعير يطاف به بين الناس؛ بقصد فضحه والتشهير به. وهذا بحسب ما قلوه غير صحيح، فهذا ليس هو الحكم في شريعة اليهود، بل الحكم هو الرجم، لكنهم ذكروا أن ما قالوه هو الحكم الموجود في التوراة، فطلب منهم ذلك، فجاؤوا بالتوراة، فقرأ أحدهم منها حتى وصل إلى النص الدال على حكم الرجم وضع يده على موضعه، وكان عبد الله ابن سلام حاضرا، وهو على علم بالتوراة، حيث أنه قد أسلم بعد ما كان في السابق من أحبار اليهود، فقال له: ارفع يدك، قال: فرفع يده فإذا آية الرجم تلوح. فظهر جليا أن الحكم هو الرجم، وأن ما ذكروه باطل، وفي هذا دليل على تحريفهم في التوراة.

## مذهب الشيعة الإمامية
وعند الشيعة الإمامية  أن من ثبت زناه بعد إحصان؛ فحده الرجم بالحجارة حتى يموت، وذلك بعد ثبوت زناه وثبوت إحصانه وتكليفه، ويكون عند الإمام أو من يقوم مقامه. فمذهب الشيعة الإمامية في هذا هو نفس مذهب أهل السنة والجماعة في  إثبات حد الرجم، وإن وقع الخلاف في الجمع بين الجلد والرجم على الزاني المحصن. وعند فقهاء الزيدية إذا ثبت الزنا ببينة أو إقرار فحد البكر (أي: غير المحصن): الجلد مائة جلدة بنص القرآن، وتغريب عام؛ لثبوته بالسنة. وحد من زنى بعد إحصان: الجلد ثم الرجم، وذلك بعد ثبوت الزنا وثبوت الإحصان عند الإمام أو من يقوم مقامه، فيجلد مائة بنص القرآن، ثم يرجم بعده؛ بأدلة السنة النبوية. ويستحب أن يكون الرجم في يوم الجلد. وحد الرجم على من زنى بعد إحصان ثابت عند الشيعة. ولا ينفذ إلا عند ولاة الأمر، أو من يفوضونه بذلك، بعد ثبوته.  ودليلهم على ثبوته حد رجم الزاني المحصن ثابت في الأصل بالسنة النبوية، وما ورد بالنقل عن أهل البيت، وأما الزاني غير المحصن؛ فحده جلد مائة جلدة بنص القرآن، والتغريب لمدة سنة، وفي قول: لا تغريب مع الجلد. ومذهب جمهور الشيعة الإمامية :  أن من زنى بعد إحصان؛ فعليه حد الرجم، وهو مذهب فقهاء الزيدية، والشيعة الإمامية. ويستند الشيعة إلى أقوال أهل البيت وكلها تؤكد ثبوت حد رجم المحصن وفق شروط محددة لذلك، ومنها: «عن أبي عبد الله عليه‌ السلام قال: الرجم حد الله الأكبر، والجلد حد الله الأصغر، فاذا زنى الرجل المحصن رجم ولم يجلد.» وحمل هذا على من يكون حدثا لا شيخا. «عن أبي جعفر عليه‌ السلام قال: قضى أمير المؤمنين عليه‌ السلام في الشيخ والشيخة أن يجلدا مائة، وقضى للمحصن الرجم، وقضى في البكر والبكرة إذا زنيا جلد مائة، ونفي.» «وعن أبي جعفر عليه السلام: في المحصن والمحصنة الجلد ثم الرجم.» و«عن أبي جعفر عليه ‌السلام في المحصن والمحصنة جلد مائة، ثم الرجم.» و«عن أبي عبد الله عليه ‌السلام قال: في الشيخ والشيخة جلد مائة والرجم، والبكر والبكرة جلد مائة، ونفي سنة.» و«عن أبي عبد الله عليه‌ السلام قال: إذا زنى الشيخ والعجوز جلدا، ثم رجما عقوبة لهما، وإذا زنى النصف من الرجال رجم ولم يجلد إذا كان قد احصن، وإذا زنى الشاب الحدث السن جلد، ونفي سنة من مصره.»

## شروط إقامة حد الرجم
يشترط في إقامة حد الرجم رفع قضية الزنا إلى الحاكم الشرعي، فهو وحده المخول بتنفيذ الأحكام، فلا بد أن يكون إقامة الحد عند القاضي باعتبار أنه صاحب الجهة المسؤولة بصفة رسمية، فلا يقام الحد على يد شيخ البلدة، ولا على يد زعماء أو قواد تنظيمات أو مؤسسات، ولا على يد الآباء أو ما شابه ذلك. وكل ما ورد بالسنة النبوية، وفي زمن الخلفاء، من تطبيق حد الرجم أو حتى بقية الحدود فقد كان على يد ولاة الأمر. والمقصود به المسؤول عن إصدار الأحكام وتنفيذها، وهو السلطان أو الخليفة أو ما في معنى ذلك، ويحكم بصفة الولاية العامة أو الخاصة، وإذا اتسعت البلاد ولم يتأت للوالي مباشرة إصدار الأحكام وتنفيذها؛ فيتولى ذلك القضاة الشرعيون، بالإذن والموافقة والتفويض من الولاة. كما أن من الأفضل في حق من وقع في خطأ الزنا أن يتوب إلى الله من ذنبه، وأن يستر نفسه، وألا يرفع بنفسه إلى القاضي. ويشترط لرجم الزاني أن يكون محصنا، والمحصن بالمعنى الشرعي هو: من سبق له وطئ مباح بعقد نكاح صحيح، ويشترط كونه بالغا عاقلا حرا مختارا.

### ثبوت الزنا عند الحاكم
يشترط لإقامة حد الزنا الرفع إلى الحاكم الشرعي، ولا يحكم بإقامة الحد إلا بعد ثبوت الزنا، ويثبت الزنا بالإقرار أو البينة باتفاق العلماء، وفي مذهب عمر ابن الخطاب، يثبت ببينة أو إقرار أو بالحمل، ووافقه المالكية في ثبوت الزنا بإقرار أو بينة أو ظهور حمل غير ذات زوج وسيد مقر به.
والإقرار هو الاعتراف بالزنا من شخص يصح إقراره وفق شروط محددة، والبينة هي: أن يشهد أربعة رجال عدول على رجل وامرأة بالزنا وفق شروط لذلك. وقول عمر: أن الحبل فقط، بمعنى ظهور الحمل وحده، ممن لم يكن لها زوج ولا سيد، أنه يثبت به الزنا، ويجب الحد به، ووافقه مالك وأصحابه في هذا. وقال الشافعي وأبو حنيفة وجماهير العلماء: لا حد عليها بمجرد الحبل مطلقاً؛ لاحتمال الشبهة التي تدرء الحد فالحدود تسقط بالشبهات. قال النووي: «وأما الحبل وحده فمذهب عمر بن الخطاب، رضي الله عنه، وجوب الحد به، إذا لم يكن لها زوج ولا سيد، وتابعه مالك وأصحابه. وقال الشافعي وأبو حنيفة وجماهير العلماء: لا حد عليها بمجرد الحبل مطلقاً؛ لأن الحدود تسقط بالشبهات.» فمذهب الحنفية والشافعية وجماهير العلماء، أن الزنا الموجب للحد يثبت بالإقرار أو البينة فقط، ولا يثبث بظهور الحمل؛ لوجود الشبهة في ظهور حمل من ليست ذات زوج ولا  سيد، ووجود الشبهة المسقطة للحد.

### البينة
البينة على الزنا هي: أن يشهد أربعة رجال عدول على رجل وامرأة بالزنا، ويتعرف القاضي على عدالتهم، ويستفصل في مضمون الشهادة، فيسألهم القاضي عن ماهيته، وكيفيته ومكانه وزمانه والمزني بها، فإذا بينوا ذلك، وذكروا أنها محرمة عليه من كل وجه، وشهدوا به كالميل في المكحلة، وعدلوا في السر والعلانية حكم به، فإن نقصوا عن أربعة فهم قذفة، وعلى كل واحد منهم حد القذف، وإن رجعوا قبل الرجم سقط حد الرجم وعليهم حد القذف، وإن رجعوا بعد الرجم يضمنون الدية، وإن رجع واحد فعليه ربعها. ويؤخذ من اشتراط الشرع الإسلامي لأربعة شهود على هذا النحو: أن الشرع الإسلامي راعى جانبان الأول: جانب الحياة والمجتمع، حيث أن الزنا جريمة توصف بأنها من سيئ الأخلاق، وتعد من الفساد في الأرض، وهي انتهاك لحقوق الإنسانية، واعتداء على حقوق الأسرة والمجتمع وعلى حقوق المولود بطريق الزنا، وإقامة الحد ردع وزجر، وقد راعى الشرع هذا الجانب بإقامة حد الزنا. والثاني: جانب الشخص الذي وقع منه الزنا، فالأفضل في حقه أن يتوب وأن يستتر بستر الله، حيث أن الستر في حقه أولى، فالله تعالى لا يحب الجهر بالسوء. وتأكيدا لذلك فقد شدد الشرع في شروط إقامة الحد، وخصوصا في إقامة البينة بأربعة شهود، فإن نقصوا ولو واحدا فلا رجم، وعليهم حينئذ ألا يشهدوا، فإن شهدوا أقيم عليهم حد القذف، وكل هذا يدل مشروعية درء الحد ما أمكن، وورد في حديث ماعز ابن مالك حديث: «لو سترته بثوبك.» وهذا الكلام موجه لشخص اسمه: هزال، وهو الذي تحدث بزنا ماعز ابن مالك.

### الإقرار
الإقرار بمعنى: اعتراف الشخص على نفسه بارتكاب ما يوجب الحد، ويثب الحد بالإقرار عند الحاكم الشرعي، بشرط أن يكون المقر ممن يصح إقراره، وأن يصرح بما فعله. ويثبت الحد بالإقرار، وهو أن يقر العاقل البالغ على نفسه بالزنا، ولو مرة واحدة وهو مذهب الشافعية؛ وعللوا الحديث الذي ورد في تكرير السؤال بأن المقصود منه التعريض للمقر بالرجوع عن إقراره والكف عنه، كما أنه ورد في بعض الروايات: الإقرار مرتين أو ثلاث مرات. كما استدل الشافعية ومن وافقهم بما روى البخاري في صحيحه حديث: «عن أبي هريرة وزيد بن خالد أن رجلا من الأعراب جاء إلى النبي ﷺ وهو جالس فقال يا رسول الله اقض بكتاب الله فقام خصمه فقال صدق اقض له يا رسول الله بكتاب الله إن ابني كان عسيفا على هذا فزنى بامرأته فأخبروني أن على ابني الرجم فافتديت بمائة من الغنم ووليدة ثم سألت أهل العلم فزعموا أن ما على ابني جلد مائة وتغريب عام فقال والذي نفسي بيده لأقضين بينكما بكتاب الله أما الغنم والوليدة فرد عليك وعلى ابنك جلد مائة وتغريب عام وأما أنت يا أنيس فاغد على امرأة هذا فارجمها فغدا أنيس فرجمها.» وفي رواية: «عن عبيد الله أنه سمع أبا هريرة وزيد بن خالد قالا كنا عند النبي ﷺ فقام رجل فقال: أنشدك الله إلا قضيت بيننا بكتاب الله، فقام خصمه وكان أفقه منه فقال: اقض بيننا بكتاب الله وأذن لي قال: قل قال: إن ابني كان عسيفا على هذا فزنى بامرأته فافتديت منه بمائة شاة وخادم ثم سألت رجالا من أهل العلم فأخبروني أن على ابني جلد مائة وتغريب عام وعلى امرأته الرجم فقال النبي ﷺ: والذي نفسي بيده لأقضين بينكما بكتاب الله جل ذكره المائة شاة والخادم رد عليك، وعلى ابنك جلد مائة وتغريب عام، واغد يا أنيس على امرأة هذا فإن اعترفت فارجمها فغدا عليها فاعترفت فرجمها.» ودليل الشافعية في الحديث الاكتفاء بالإقرار مرة واحدة. وذهب الحنفية إلى أنه يشترط أن يقر أربع مرات في أربع مجالس يرده القاضي في كل مرة حتى لا يراه، ثم يسأله كما يسأل الشهود إلا عن الزمان، فإذا بين ذلك لزمه الحد وإذا رجع عن إقراره قبل الحد أو في وسطه خلي سبيله. ويستحب للإمام أن يلقنه الرجوع بالتعريض كقوله له: لعلك وطئت بشبهة، أو قبلت، أو لمست.

### أحكام الإقرار بالزنا
للإقرار بالزنا أحكام مستفادة من الأحاديث النبوية، مثل: حديث رجم ماعز ابن مالك، والغامدية، والعسيف، وغيرها مما ثبت بالسنة إقامة حد الرجم على الزاني المحصن باعترافه على نفسه بالزنا، عند الحاكم الشرعي. ويستحب للحاكم أن يلقن المقر الرجوع عن الإقرار بالتعريض، كما أن التوبة والاستتار في حق الزاني أفضل من الرفع إلى الحاكم، ولا يلزمه الإقرار بالزنا، إذ لا يكون إقامة حد الرجم شرطا للتوبة، لكن لو أقر عند الحاكم أقام عليه الحد بعد محاولة درء الحد ما أمكن. أما إصرار ماعز والغامدية على إقامة الحد، مع أنه كان يكفي كل واحد منهما التوبة، والرجوع؛ فلأن كلا منهما أراد لنفسة التوبة في أعلى مقاماتها، إذ أن إقامة الحد كفارة للذنوب. وثبت في رجم ماعز ابن مالك حديث: «عن يزيد بن نعيم بن هزال عن أبيه قال: كان ماعز بن مالك يتيما في حجر أبي، فأصاب جارية من الحي فقال له أبي: ائت رسول الله ﷺ فأخبره بما صنعت لعله يستغفر لك، وإنما يريد بذلك رجاء أن يكون له مخرجا، فأتاه فقال: يا رسول الله! إني زنيت فأقم علي كتاب الله، فأعرض عنه فعاد فقال: يا رسول الله إني زنيت فأقم علي كتاب الله، فأعرض عنه فعاد فقال: يا رسول الله إني زنيت فأقم علي كتاب الله حتى قالها أربع مرار قال ﷺ: «إنك قد قلتها أربع مرات فبمن؟» قال: بفلانة فقال: «هل ضاجعتها؟» قال: نعم قال: «» هل باشرتها؟ «» قال: نعم قال: «هل جامعتها؟» قال نعم قال: فأمر به أن يرجم فأخرج به إلى الحرة فلما رجم فوجد مس الحجارة جزع فخرج يشتد فلقيه عبد الله بن أنيس وقد عجز أصحابه فنزع له بوظيف بعير فرماه به فقتله، ثم أتى النبي ﷺ فذكر ذلك له، فقال: «» هلا تركتموه لعله أن يتوب فيتوب الله عليه.»» ومن أقر عند الحاكم بحد ولم يبينه بالتفصيل، فللحاكم أن يستره ويأمره بالتوبة. وروى البخاري حديث: «عن أنس بن مالك رضي الله عنه قال كنت عند النبي ﷺ فجاءه رجل فقال: يا رسول الله إني أصبت حدا فأقمه علي، قال ولم يسأله عنه قال: وحضرت الصلاة فصلى مع النبي ﷺ فلما قضى النبي ﷺ الصلاة قام إليه الرجل فقال يا رسول الله إني أصبت حدا فأقم في كتاب الله قال: أليس قد صليت معنا؟ قال: نعم، قال: فإن الله قد غفر لك ذنبك، أو قال: حدك.» وقد جاء فيمن اعترف على نفسه بالزنا حديث: «عن مالك عن زيد بن أسلم أن رجلا اعترف على نفسه بالزنا على عهد رسول الله ﷺ فدعا له رسول الله ﷺ بسوط فأتي بسوط مكسور، فقال: فوق هذا فأتي بسوط جديد لم تقطع ثمرته فقال: دون هذا فأتي بسوط قد ركب به ولان، فأمر به رسول الله ﷺ فجلد ثم قال: أيها الناس قد آن لكم أن تنتهوا عن حدود الله، من أصاب من هذه القاذورات شيئا فليستتر بستر الله، فإنه من يبدي لنا صفحته نقم عليه كتاب الله.» وقد ورت أحاديث تدل استحباب التوبة والاستتار قبل الرفع إلى الحاكم، ومنها حديث: «من أتى من هذه القاذورات شيئا؛ فليستتر بستر الله، فإن من أبدى لنا صفحته، أقمنا عليه الحد.» وفي رواية: «حد الله» وروى مالك في الموطأ عن زيد بن أسلم حديث: «أن رجلا اعترف على نفسه بالزنا على عهد رسول الله ﷺ، فدعا له رسول الله ﷺ بسوط.. الحديث.» وفيه: «ثم قال: «أيها الناس! قد آن لكم أن تنتهوا عن حدود الله، فمن أصاب من هذه القاذورات» . . وذكر الحدث.» «عن ابن عمر أن النبي ﷺ قال بعد رجم الأسلمي فقال: «اجتنبوا هذه القاذورات» .. الحديث.»

#### تعريض الحاكم للمقر بالزنا
يستحب للحاكم التعريض للمقر بالزنا أن يرجع عن إقراره، وفي حديث ماعز ابن مالك قال: «يارسول الله إني زنيت.. فأعرض عنه أربع مرات» وفي حديث: «عن ابن عباس، أنه ﷺ قال في قصة ماعز: «لعلك قبلت، لعلك لمست.»». أخرجه البخاري من حديث ابن عباس بلفظ: «لعلك قبلت»، أو «لعلك غمزت»، أو «لعلك نظرت»، قال: لا، قال: «أنكتها؟» -لا يكني-، قال: نعم». ورواه الحاكم من وجه آخر عن ابن عباس بلفظ: «لعلك قبلتها» قال: لا، قال: «لعلك مسستها» قال: لا، قال: «ففعلت بها كذا وكذا»، ولم يكن قال: نعم.

##### الرجوع عن الإقرار
وجاء في رواية في قصة ماعز ابن مالك: «فهلا تركتموه.» وفي رواية: «هلا رددتموه إلي لعله يتوب.» ورواه أبو داود من حديث: «عن يزيد بن نعيم بن هزال، عن أبيه قال: كان ماعز بن مالك يتيما في حجر أبي، فأصاب جارية من الحي، فقال له أبي: ائت رسول الله صلى الله عليه وسلم فأخبره بما صنعت، لعله يستغفر لك.» فذكر الحديث وفيه: «فلما رجم فوجد مس الحجارة؛ جزع فخرج يشتد فلقيه عبد الله بن أنيس، فنزع له بوظيف فرماه به فقتله، ثم أتى النبي صلى الله عليه وسلم فذكر ذلك له، فقال: «هلا تركتموه لعله يتوب، فيتوب الله عليه.»». وإسناده حسن.

## درء الحدود
درء الحدود بمعنى: دفع الحدود عن الأشخاص الذين ارتكبوا ما يستوجب الحد، وهو أن يأخذ القاضي بما قد يوجد من الأشياء التي يخلص بها المتهم من إقامة الحد عليه، من غير إخلال بما جاء به الشرع الإسلامي. فمشروعية الحدود لا تنافي درءها قدر المستطاع، فالبينة على الزنا مثلا: حددها الشرع الإسلامي بأربعة شهود، وحدد شروطا للشهود، وكيفية الشهادة، ولو نقص عدد الشهود عن أربعة، أو لم تتوفر العدالة ولو في واحد منهم، فلا يقام الحد على المتهم، بل يقام حد القذف على الشهود إذا نقص عددهم عن أربعة. فعلى الحاكم درء الحد قدر الإمكان، كما أن على المسلمين عموما أن يدرءوا الحد عن الناس ما استطاعوا إلى ذلك سبيلا، وذلك من خلال احتمال الشبهة المسقطة للحد، وتقديم النصح، وستر المسلم؛ وفي الحديث: «ومن ستر مسلما؛ ستره الله في الدنيا والآخرة.» فالستر أفضل من الفضيحة، إلا المتهاون بحدود الله، ومن كان ينتشر الزنا باستمراره عليه، فإذا لم ينته بعد محاولات بالنصح له، وإنذاره بالرفع للحاكم؛ فحينئذ قد يكون الرفع به إلى الحاكم أفضل، لا من باب معارضة الشرع في الأمر بالستر، بل من باب إزالة المنكر إذا انتشر ولم ينفع النصح. وقد وردت أحاديث تدل على درء الحدود ومنها حديث: «عن عائشة قالت قال رسول الله ﷺ: «ادرؤوا الحدود عن المسلمين ما استطعتم، فإن كان له مخرج فخلوا سبيله، فإن الإمام أن يخطئ في العفو: خير من أن يخطئ في العقوبة.»» وفي سنن ابن ماجه: «عن أبي هريرة قال: قال رسول الله ﷺ: «ادفعوا الحدود ما وجدتم له مدفعا.»» «عن عائشة قالت قال رسول الله ﷺ: "ادرؤوا الحدود عن المسلمين ما استطعتم، فإن كان له مخرج فخلوا سبيله، فإن الإمام أن يخطئ في العفو: خير من أن يخطئ في العقوبة".» في رواية: «فإن وجدتم للمسلم مخرجا.» ومعنى إدرؤوا الحدود: أمر بدفع الحدود عن الشخص الذي تعلق به الحد، ويكون ذلك قدر الاستطاعة في درء الحد، فمتى ما وجدتم له مخرجا يخلصه من الحد فخلوا سبيله، أي: اتركوا إجراء الحد عليه، ولا تتعرضوا له، فإن كان قبل الرفع للحاكم فالأفضل ستره ونصحه، وإن كان بعد الرفع للحاكم فمعناه: ولا تقيموا عليه الحد متى ما وجدتم له ذلك المخرج، وإذا ثبت الزنا عند الحاكم بالإقرار أو البينة، بعد الرفع إليه، ولم يجد لدرء الحد سبيلا؛ لزمه تنفيذ الحكم. وقوله: «فإن الإمام أن يخطئ في العفو: خير من أن يخطئ في العقوبة.» وفي رواية: «لأن يخطئ» -بلام ابتداء مفتوحة-، والمقصود بالإمام الحاكم أو القاضي الذي ترفع إليه القضية، والمعنى: أن الحاكم إذا صدر منه العفو عن المستقاد على سبيل الخطأ بعد الرفع إليه فخطؤه في العفو خير من الخطأ في العقوبة.
قال الطيبي: «نزل معنى هذا الحديث على معنى حديث: «تعافوا الحدود فيما بينكم، فما بلغني من حد فقد وجب.» وجعل الخطاب في الحديث لعامة المسلمين، ويمكن أن ينزل على حديث: أبي هريرة في قصة رجل، وبريدة في قصة ماعز، فيكون الخطاب للأئمة لقوله ﷺ للرجل: أبك جنون؟ ثم قوله: "أحصنت"؟ ولماعز: "أبه جنون"؟ ثم قوله:"أشرب"؟؛ لأن كل هذا تنبيه على أن للإمام أن يدرأ الحدود بالشبهات.» قال القاري بعد نقل كلام الطيبي ما معناه: أن معنى: «فخلوا سبيله» لعامة المسلمين، فهم مأمورون بالستر مطلقا. ولفظ: «خير» خطاب للحكام، حيث ينبغي لهم أن يدفعوا الحدود بكل عذر مما يمكن أن يدفع به، كما وقع منه عليه الصلاة والسلام لماعز، وغيره من تلقين الأعذار. قال الطيبي: «فيكون قوله فإن الإمام ـمظهراـ أقيم مقام المضمر على سبيل الالتفات من الخطاب إلى الغيبة حثا على إظهار الرأفة.» انتهى. ويكون درء الحد بالشبهة المسقطة للحد ويدل على هذا حديث: «ادرءوا الحدود بالشبهات.»

## كيفية الرجم وأحكامه
كيفية الرجم المشروعة بعد صدور الحكم، مستفادة من الأحاديث النبوية، ففي حديث رجم الغامدية: رجمت وهي قاعدة، وشدت عليها ثيابها؛ لأن هذا أستر لها. وذكر النووي: أن المرأة لا ترجم إلا قاعدة باتفاق العلماء، وأما الرجل فجمهور العلماء على أنه يرجم قائما، وقال مالك: يرجم الرجل قاعدا، وقال غيره: يخير الإمام بينهما. قال في المختار: «يخرج إلى أرض فضاء.» كما ورد فعل ذلك في حديث رجم ماعز ابن مالك: «أن النبي ﷺ أمر برجمه ولم يحفر له.» وقال في مختصر خليل: «يرجم بحجارة معتدلة.» أي: متوسطة  الحجم بين الكبر الفاحش والصغر الدقيق، إذ الحجارة الكبيرة تؤدي إلى التشويه، والدقيقة في الصغر تؤدي إلى التطويل. قال ابن عرفة: «يرمى بالحجارة التي يرمى بمثلها، أما الصخر العظام فلا يستطاع الرمي بها.» وقال اللخمي: لا تكون صغارا جدا تؤدي إلى عذابه ولا تجهز، وقال أبو إسحاق: يرجم بأكبر حجر يقدر الرامي على حمله، وحمله ابن عبد السلام على أنه خلاف المشهور، وليس كذلك لأن مراده سرعة الإجهاز عليه. ولذا قال اللخمي يخص به المواضع التي هي مقاتل الظهر وغيره من السرة إلى ما فوق، ويجتنب الوجه وما ليس مقتلا كالساقين.
ونقل ابن عرفة عن الإمام مالك في المدونة لا يحفر له وفي الموازية ولا للمرأة. وعن أشهب: إن حفر له فأحب إلي أن تخلى له يداه والأحاسن أن لا يحفر له. وعن ابن وهب يفعل من ذلك ما أحب، واستحب أصبغ الحفر مع إرسال يديه. وعن ابن شعبان بعض أصحابنا لا يحفر للمقر ويحفر للمشهود عليه. وعن اللخمي يجرد أعلى الرجل ولا تجرد المرأة. ذكر النووي: أنه لا يلزم حضور الحاكم تنفيذ الحد؛  لما دلت عليه الأحاديث مثل حديث رجم الغامدية بلفظ: «فأمر بها فرجمت.» وفي روايات أخرى بلفظ: «وأمر الناس فرجموها.» وفي حديث ماعز: «أمرنا أن نرجمه.» ونحو ذلك، فيها كلها دلالة لمذهب الشافعي ومالك وموافقيهما أنه لا يلزم الإمام حضور الرجم، وكذا لو ثبت بشهود لم يلزمه الحضور. وقال أبو حنيفة وأحمد: يحضر الإمام مطلقا، وكذا الشهود إن ثبت ببينة، ويبدأ الإمام بالرجم إن ثبت بالإقرار، وإن ثبت بالشهود بدأ الشهود. وقال النووي: «وحجة الشافعي أن النبي ﷺ لم يحضر أحدا ممن رجم. والله أعلم.» قال ابن مودود في متن المختار: «وإن ثبت بالإقرار ابتدأ الإمام ثم الناس.» واستدل الحنفية على هذا بحديث: «أنه ﷺ حفر للغامدية حفرة إلى صدرها وأخذ حصاة مثل الحمصة فرماها بها وقال: «ارموا واتقوا الوجه»، فلما طعنت أخرجها وصلى عليها وقال: «لقد تابت توبة لو قسمت على أهل الحجاز لوسعتهم.» ولحديث علي رضي الله عنه.» ولا ينبغي أن يربط المرجوم ولا يمسك ولا يحفر للرجل لكنه يقام قائما ثم يرجم؛ وقال ابن مودود الحنفي: «لأنه ﷺ لم يفعل شيئا من ذلك بماعز، وما نقل أنه هرب دليل عليه.» وحكم الزاني المسلم بعد الرجم حكم المسلمين، فيغسل ويكفن ويصلى عليه، ودليل هذا ما ورد من حديث الغامدية، وحديث: «قال ﷺ في ماعز: «اصنعوا به ما تصنعون بموتاكم، فقد تاب توبة لو تابها صاحب مكس غفر له، ولقد رأيته ينغمس في أنهار الجنة.»» ولأنه مقتول بحق فصار كالمقتول قصاصا.»
ولا تقام الحدود إلا على يد السلطان أو من كلفه السلطان باتفاق المسلمين، والمقصود به: ولي الأمر فيقال له: الإمام أو الخليفة أو ما يسمى حاليا: رئيس الدولة أو الملك أو ما شابه، كما أن الغالب حاليا في الدول أن تنفيذ الأحكام وإصدارها يختص بالمحكمة الشرعية. فلا ينفذ الرجم إلا عن طريق الحاكم الشرعي فهو وحده المخول بتنفذ الأحكام. ويدل على هذا ما ورد في وقائع الرجم مثل حديث: «أمر به رسول الله ﷺ فرجم.» وأمر الرسول بصفته حاكما شرعيا، وولي أمر المسلمين، وهكذا رجم كل من أبي بكر وعمر وعلي بصفة الحاكم حينما كان كل منهم يتولى منصب خليفة المسلمين. ولا يجوز تطبيق الحد  على يد أمير جماعة أو رئيس حزب أو نحوه؛ لأنه لا يملك الحق في تنفيذ الأحكام.
ولا يقيم المولى الحد على عبده أو أمته إلا بإذن الإمام. وإذا كان الزاني مريضا؛ فإن كان محصنا رجم، وإلا لا يجلد حتى يبرأ، فإن كان ضعيفا، أو مريضا مرضا لا يرجى برؤه، وخشي عليه الموت بالجلد إن كان غير محصن؛ فيجلد بسوط خفيف إذا الجلد المعتاد يؤدي في الغالب إلى وفاته. ولا تحد المرأة الحامل حتى تضع حملها بالاتفاق؛ لما دل عليه حديث رجم الغامدية، ويؤجل الحد بعد الوضع حتى ترضع وليدها ويستغني عنها. وفي الاختيار: «فإن كان حدها الجلد فحتى تتعالى من نفاسها، وإن كان الرجم فعقيب الولادة، وإن لم يكن للصغير من يربيه فحتى يستغني عنها.»

### البداءة بالبينة
البداءة بالبينة' عند علماء فروع الفقه بمعنى: ابتداء الشهود بتنفيذ الرجم بأمر الحاكم الشرعي لهم بذلك بعد إصداره الحكم. وهذه المسألة محل خلاف بين العلماء. قال الإمام الشافعي: لا يشترط البداءة بالبينة؛ بدليل أنه ورد في أحاديث تنفيذ الرجم الأمر بالرجم، من غير مشاركة الحاكم. واتفق الشافعية والمالكية أنه: لا يشترط في تنفيذ الرجم بدء الشهود بمباشرة الرجم، ولا بدء الحاكم إذا ثبت الزنا بالبينة، حيث لم يثبت حديث يدل عليه. وخالفهم الحنفية فقالوا: إذا ثبت الزنا بالبينة أصدر القاضي الحكم بالرجم، ثم يأمر بتنفيذ الحكم، وأن القاضي يطلب من الشهود أن يكونوا أول من يبدء بالرجم، ثم يرجم بعدهم الحاكم ثم الناس، وإذا ثبت الزنا بالإقرار؛ بدء القاضي بالرجم، ثم بعده الناس. قال في المختار: «فإن كان ثبت بالبينة يبتدئ الشهود ثم الإمام ثم الناس. وإن ثبت بالإقرار ابتدأ الإمام ثم الناس.»
«وحد الزاني إن كان محصنا الرجم بالحجارة حتى يموت، يخرج إلى أرض فضاء، فإن كان ثبت بالبينة يبتدئ الشهود ثم الإمام ثم الناس، فإذا امتنع الشهود أو بعضهم لا يرجم، وإن ثبت بالإقرار ابتدأ الإمام ثم الناس.» ودليلهم على هذا: «عن علي رضي الله عنه أنه بدأ برجم الهمدانية لما أقرت عنده بالزنا وقال: الرجم رجمان: رجم سر، ورجم علانية، فالعلانية أن يشهد على المرأة ما في بطنها، والسر أن يشهد الشهود فترجم الشهود ثم الإمام ثم الناس.» وسبب البداءة بالشهود: تأكيد صدقهم في الشهادة، أي: إن صدق شهادتهم أدى إلى رجم المحكوم عليه بالرجم، فعليهم أن يؤكدوا شهادتهم بمباشرة الرجم، وفي هذا ضرب من المحاولة لدرء الحد؛ لأن الشاهد قد يشق عليه مباشرة فعل الرجم، عند ما يواجهه في الواقع، وقد يؤدي هذا إلى رجوعه عن الشهادة. وفي مطالبة الشهود بأن يبدءوا بمباشرة تأكيد على أن الأفضل ستر الزنا ودرء الحد. وإذا امتنع الشهود مباشرة الرجم، أو امتنع بعضهم من ذلك؛ فلا يرجم المحكوم عليه؛ لأن امتناعهم دليل على رجوعهم.وإذا غاب الشهود؛ فلا يرجم في ظاهر الرواية لأبي حنيفة؛ لفوات الشرط، وهو البداءة بالبينة، وكذا إذا مات الشهود أو مات بعضهم، وكذا إذا عرض عليهم مسقط للشهادة كالجنون أو الفسق، أو قذفوا فأقيم عليهم حد القذف، أو أقيم الحد على أحدهم أو عمي أو خرس أو ارتد فلا يرجم المستقاد؛ لأن الطارئ على الحد قبل الاستيفاء كالموجود في الابتداء، كما في رجوع المقر فصار كأنهم شهدوا وهم بهذه الصفة فلا يحد. وعن أبي يوسف: إذا غاب الشهود رجم ولم ينتظروا، وكذا إذا امتنعوا أو امتنع بعضهم لأنه حد فلا يشترط فيه مباشرة الشهود كالجلد. وقال في الاختيار: الجلد لا يحسنه كل أحد فربما وقع مهلكا، ولا كذلك الرجم لأنه إتلاف. وعن محمد: إذا كانوا مرضى أو مقطوعي الأيدي يبتدئ الإمام ثم الناس لأن الامتناع إذا كان بعذر ظاهر زالت التهمة، ولا كذلك لو ماتوا لاحتمال الرجوع أو الامتناع فكان ذلك شبهة؛ ولا بأس لكل من رمى أن يتعمد مقتله لأنه واجب القتل إلا أن يكون ذا رحم منه، فالأولى أن لا يتعمد مقتله ويولي ذلك غيره لأنه نوع من قطيعة الرحم من غير حاجة. وقد جاء عن الإمام مالك أنه لم يعرف في حديث صحيح ولا سنة معمول بها البداءة بالشهود على الزنا بالرجم ثم تثنية الإمام الذي حكم به ثم تثليث الناس وحديث أبي داود والنسائي لم يصح عند الإمام مالك. قال أقامت الأئمة الحدود، ولم تعلم أحدا منهم تولاها بنفسه ولا ألزم البينة البداءة بالرجم.

#### مسائل متعلقة بدرء الحدود
- عند الحنفية البداءة بالبينة بمعنى: ابتداء الشهود بمباشرة الرجم، يأمرهم القاضي بذلك بعد صدور الحكم، والمقصود من ذلك: درء الحد لاحتمال امتناع الشهود عن مباشرة الرجم. وإذا امتنع الشهود مباشرة الرجم، أو امتنع بعضهم من ذلك؛ فلا يرجم المحكوم عليه؛ لأن امتناعهم دليل على رجوعهم.[2]

منح الجليل شرح مختصر خليل
الاختيار لتعليل المختار

## إنكار حد رجم الزاني المحصن
ذكر العلماء أنه لم ينكر حد رجم الزاني المحصن إلا الخوارج وخصوصا الأزارقة منهم، ومن وافقهم في ذلك من المعتزلة، بسبب إنكارهم للسنة النبوية. ولم تكن ظاهرة إنكار حد الرجم في عصر النبوة ولا بعده، حتى ظهرت فرقة الخوارج، فكانوا أول من أنكر حد الرجم، وحجتهم في ذلك: أنه لا نص في القرآن يدل عليه. ذكر النووي في شرح صحيح مسلم أن الخوارج وبعض من وافقهم أنكروا حد الرجم. وجاء في شرح صحيح البخاري أن الخوارج وبعض المعتزلة أنكروا حد الرجم بحجة أنه لا يوجد في القرآن ما يدل على الرجم، ومن لازم هذا أنهم لم يحتجوا بالأحاديث النبوية، ولا بأقوال الصحابة. فالخوارج أول من أنكر حد الرجم، وسبب ذلك أنهم أخذوا بظاهر نصوص القرآن، وتركوا الحديث، فقد أطلقوا على جماعتهم لقب: «أهل القرآن». وقد وقعت اختلافات كثيرة بين الخوارج ما أدى إلى تفرقهم إلى فرق متعددة، وكان من أبرزها: الأزارقة والصفرية والنجدات، وكانت الأزارقة هي الأكثر تشددا. ذكر ابن حزم أن الأزارقة -وهم فرقة من الخوارج-: أنكروا حد رجم الزاني المحصن. ومن وافقهم في ذلك من المعتزلة، بسبب إنكارهم للسنة النبوية، فإنكارهم يقوم على سبب واحد فقط وهو: عدم الاحتجاج بالحديث النبوي، حيث لا يعتبرونه مصدرا للتشريع، لكن يذكر عن بعض الخوارج الاحتجاج بالمتواتر،(7) بما يعني عدم الاحتجاج بالحديث إلا بالقليل النادر جدا، وهو فيما إذا اشتمل على صفات التواتر، وهم بذلك مخالفون لما عليه إجماع جماهير العلماء؛ لأن عدم الاحتجاج بالحديث يؤدي إلى تعطيل الأحكام الشرعية، فهناك الكثير من الأحكام لم تعلم إلا بالحديث، مثل: كيفية الصلاة، وعدد ركعاتها، ومواقيتها وغير ذلك. وعلل الخوارج الذين أنكروا حد رجم الثيب الزاني إنكارهم هذا بحجة أنه لا يوجد في القرآن نص يدل على حكم الرجم، فهم بذلك لا يأخذون بالحديث ولا بأقوال الصحابة، ولا بإجماع العلماء. وقد ذكر العلماء: أن بعض المعتزلة وافقوا الخوارج في إنكار حد رجم الزاني المحصن، والقول بأن على الزاني حد الجلد فقط، سواء كان محصنا أو غير محصن؛ وعللوا ذلك بقولهم: لا يوجد في القرآن دليل على الرجم، بل الجلد فقط. 
وعلى كل الأحوال فإنكار حد الرجم إنكار للأحاديث الصحيحة المتفق عليها بحجة أنه لا نص في القرآن يدل عليه، فهناك سبب واحد هو: عدم الاحتجاج بالحديث، والاكتفاء بظواهر نصوص القرآن. وقد ذكره عمر ابن الخطاب هذا قبل وقوعه من الخوارج الذين قالوه بعد ظهورهم. في قوله: «وأخشى إن طال بالناس زمان أن يقول قائل: ما نجد الرجم في كتاب الله، فيضلوا بترك فريضة أنزلها الله.» ولا يعد إنكار حد الرجم مسألة خلافية كما قد يزعم البعض؛ لأن ما أجمعت عليه الأمة، ودلت عليه النصوص المتفق عليها لا مجال للاجتهاد فيه، ولا لمخالفته، كما أن التحجج بالقول: أن هذه العقوبة بشعة ولا تتلائم مع سماحة الإسلام؛ فهو كلام لا معنى له، فبشاعة العقوبة في مقابل بشاعة الجريمة، وما شرعه الله على لسان نبيه من أحكام يؤخذ بالاتباع، ولا سبيل فيه للرأي وموافقه الأهواء.

## آية الرجم
آية الرجم هي مما رفع لفظه أي: نسخ من القرآن مع بقاء حكمة، وهو نوع من النسخ. وقد كانت تعد قبل النسخ إحدى آيات سورة الأحزاب، قرأها الصحابة ووعوها، ثم نسخ لفظها وبقي حكمها؛ ودليل نسخ لفظها: أن الصحابة لم يؤمروا بكتابتها، ودليل بقاء الحكم الذي دلت عليه، (وهو: حد رجم الزاني المحصن): الأحاديث المستفيضة المتفق على صحتها، الدالة عليه، كما أن دعوى نسخ حكم حد الرجم لم يثبت نقل دليل صريح يدل عليه. ونسخ لفظها دليل على أن لفظها بعد النسخ لا يعد من القرآن المقروء المدون في المصحف، فلا تعد بعد النسخ من الآيات القرآنية التي تعبدنا الله بتلاوتها، وليس لها حكم القرآن. ولفظها: «الشيخ والشيخة إذا زنيا فارجموهما البتة نكالاً من الله والله عزيز حكيم». هكذا ورد لفظها في أصح الروايات، وعند أكثر الرواة، قال الإمام مالك في الموطأ: المراد بالشيخ والشيخة المحصن والمحصنة. وتحديد ألفاظ ما قرأه الصحابة، لا مجال فيه للرأي والهوى ولا الانتقاء، بل كله توقيفي، كما أن آية الرجم قد نسخ لفظها فليس لها بعد النسخ حكم القرآن، وما نسخ لفظه يكون أيضا في معنى المنسأ، وقد تكفل الله بحفظ القرآن، ومن ذلك حفظ ألفاظه، فيما كتبه الصحابة وحفظوه، وأما ما رفعه الله ولم يؤمروا بكتابته ومنه آية الرجم؛ فلا يدخل ضمن هذا، ومعنى رفعه الله: جعل أسباب عدم حفظه، ومنها: أنهم لم يؤمروا بكتابته، وعرض للكثير منهم نسيانه، كما أنهم لم يكونوا يقرءونه بعد رفعه؛ لأنه بعد نسخه لا يعد من القرآن. وتحديد ما هو فصيح وغير فصيح لا يعتمد على آراء شخصية.

### الاستدلال بآية الرجم
احتج منكروا حد رجم الزاني المحصن بحجة أنه ليس في القرآن ما يدل عليه، ولكن دليل حد رجم الزاني المحصن، ليس بنص قرآني كما قد يظن البعض؛ لأن آية الرجم نسخ لفظها وبقي حكمها؛ بدليل أن الصحابة لم يؤمروا بكتابتها، وأما بقاء حكمها؛ فقد ثبت بالأحاديث المستفيضة، وإجماع المسلمين، ولم ينكر ذلك إلا بعض الخوارج ومن وافقهم. وقد ثبت في الصحيحين عن علي ابن أبي طالب حينما رجم المرأة: «رجمتها بسنة رسول الله ﷺ.»
والنسخ كما ذكر علماء أصول الفقه إما: نسخ اللفظ والحكم معا، أو نسخ الحكم وبقاء اللفظ، أو نسخ اللفظ وبقاء الحكم، وآية الرجم من النوع الثالث، فقد نسخ لفظها وبقي حكمها. وقد أجمع جماهير العلماء على ثبوت النسخ في الإسلام، ويدل عليه قول الله تعالى: ﴿ما ننسخ من آية.﴾ وسواء أقر خط ما نسخ فترك، أو محي أثرها فعفي ونسي؛ إذ هي حينئذ في كلتا حالتيها منسوخة.
وروى ابن جرير بسنده عن الحسن البصري أنه قال في قوله: ﴿ما ننسخ من آية أو ننسها نأت بخير منها﴾، قال: «إن نبيكم ﷺ أقرئ قرآنا، ثم نسيه فلم يكن شيئا، ومن القرآن ما قد نسخ وأنتم تقرءونه.» وعن ابن عباس قوله: «ما ننسخ من آية»، يقول: ما نبدل من آية. وعن ابن أبي نجيح، عن أصحاب عبد الله بن مسعود أنهم قالوا: نثبت خطها ونبدل حكمها. وعن مجاهد وغيره بمعنى: نثبت خطها، ونبدل حكمها.
وذكر الطبري قي تفسير قوله تعالى: ﴿أو ننسها﴾ أوجها ورواها بسنده منها: عن قتادة: «كان ينسخ الآية بالآية بعدها، ويقرأ نبي الله ﷺ الآية أو أكثر من ذلك، ثم تنسى وترفع.» «عن مجاهد قال: كان عبيد بن عمير يقول: ننسها"، نرفعها من عندكم.» والوجه الآخر: أن يكون بمعنى «الترك»، وعن ابن عباس المعنى: أو نتركها لا نبدلها. وقال ابن زيد: نمحها.

### في كتب التفسير
كانت آية الرجم قبل نسخ لفظها ضمن سورة الأحزاب، ذكر هذا كثير من المفسرين. قال القرطبي في تفسيره لأول سورة الأحزاب: عدد آياتها: ثلات وسبعون آية، قال أبو بكر الأنباري عن أبي ابن كعب: كانت هذه السورة تعدل سورة البقرة، وكانت فيها آية الرجم: «الشيخ والشيخة إذا زنيا فارجموهما البتة نكالا من الله والله عزيز حكيم». وهذا يحمله أهل العلم على أن الله تعالى رفع من الأحزاب إليه ما يزيد على ما في أيدينا، وأن آية الرجم رفع لفظها وبقي حكمها، وهذا وجه من وجوه النسخ.
عن عروة عن عائشة قالت: «كانت سورة الأحزاب تعدل على عهد رسول الله ﷺ مائتي آية، فلما كتب المصحف لم يقدر منها إلا على ما هي الآن.» قال أبو بكر: «فمعنى هذا من قول أم المؤمنين عائشة: أن الله تعالى رفع إليه من سورة الأحزاب ما يزيد على ما عندنا.» عن زر ابن حبيش قال: قال لي أبي بن كعب: كم تعدون سورة الأحزاب؟ قلت: ثلاثا وسبعين آية، قال: «فوالذي يحلف به أبي بن كعب إن كانت لتعدل سورة البقرة أو أطول، ولقد قرأنا منها آية الرجم: الشيخ والشيخة إذا زنيا فارجموهما البتة نكالا من الله والله عزيز حكيم.» أراد أبي أن ذلك من جملة ما نسخ من القرآن. وقال القرطبي: وأما ما يحكى من أن تلك الزيادة كانت في صحيفة في بيت عائشة فأكلتها الداجن فمن تأليف الملاحدة والروافض.
وذكر الشوكاني في تفسير أول سورة الأحزاب: عن زر قال: قال لي أبي بن كعب: كأي تقرأ سورة الأحزاب أو كأين تعدها؟، قلت ثلاثا وسبعين آية، فقال: «أقط؟ لقد رأيتها وإنها لتعادل سورة البقرة، أو أكثر من سورة البقرة، ولقد قرأنا فيها: "الشيخ والشيخة إذا زنيا فارجموهما البتة نكالا من الله والله عزيز حكيم" فرفع فيما رفع.»(4) وذكر ما أخرجه البخاري ومسلم وغيرهما: عن ابن عباس أن عمر بن الخطاب قام: فحمد الله وأثنى عليه، ثم قال: «أما بعد أيها الناس إن الله بعث محمدا بالحق وأنزل عليه الكتاب، فكان فيما أنزل عليه آية الرجم، فقرأناها ووعيناها «الشيخ والشيخة إذا زنيا فارجموهما البتة...» . ورجم رسول الله  ورجمنا بعده، فأخشى أن يطول بالناس زمان أن يقول قائل: لا نجد آية الرجم في كتاب الله، فيضلوا بترك فريضة أنزلها الله.» وأخرج ابن مردويه عن حذيفة قال: قال لي عمر بن الخطاب: كم تعدون سورة الأحزاب؟ قلت ثنتين أو ثلاثا وسبعين، قال: إن كانت لتقارب سورة البقرة، وإن كان فيها لآية الرجم. وأخرج البخاري في تاريخه قال: «قرأت سورة الأحزاب على رسول الله  فنسيت منها سبعين آية ما وجدتها.»
وأخرج أبو عبيد في الفضائل وابن الأنباري، وابن مردويه عن عائشة قالت: «كانت سورة الأحزاب تقرأ في زمان النبي : مائتي آية، فلما كتب عثمان المصاحف لم يقرر منها إلا على ما هو الآن.»
وذكر الزمخشري في تفسير الكشاف، عند مطلع تفسير سورة الأحزاب: أنها مدنية، وهي ثلاث وسبعون آية، نزلت بعد سورة آل عمران. وساق حديث: «عن زرّ قال: قال لي أبىّ بن كعب رضى الله عنه: كم تعدّون سورة الأحزاب؟ قلت: ثلاثا وسبعين آية. قال: «فو الذي يحلف به أبىّ بن كعب، إن كانت لتعدل سورة البقرة أو أطول. ولقد قرأنا منها آية الرجم: "الشيخ والشيخة إذا زنيا فارجموهما البتة نكالا من الله والله عزيز حكيم".» (5) أراد أبىّ رضى الله عنه أنّ ذلك من جملة ما نسخ من القرآن.» وذكر الزمخشري: قولا ينسب للملاحدة والروافض، ويتضمن اتهام أم المؤمنين عائشة بنت أبي بكر الصديق، بأنها تركت صحفا في بيتها، وفيها ما لم يكتب في المصحف، فجاءت الداجن فأكلته فقال: «وأمّا ما يحكى: أن تلك الزيادة كانت في صحيفة في بيت عائشة رضى الله عنها فأكلتها الداجن فمن تأليفات الملاحدة والروافض.» وذكر هذا غير واحد من علماء التفسير وغيرهم. والمقصود منه الاستدلال على نقص القرآن الكريم، وهذا غير صحيح، فالزيادة التي لم تكتب في المصحف كانت مما نسخت تلاوته، ولم يؤمر الصحابة بكتابة ما نسخت تلاوته. وآية الرجم مما نسخت تلاوته وبقي حكمه، وكانت ضمن ما نسخ من القرآن، والقول بتلفه في بيت عائشة غير صحيح، وعلى فرض أنه صحيح فتلفه بعد نسخ تلاوته غير مهم؛ لأنه بعد نسخ تلاوته ليس له حكم القرآن.

## مواضيع ذات صلة
- زنا
- رجم
- حد الرجم
- حد الزنا
- الإحصان
- حد الزنا في الإسلام

## هوامش
1: (المحصن أو الثيب بمعنى واحد وهو: من وطئ في نكاح سابق بعقد زواج صحيح).
2: «»
3: «الحبل؛ بمعنى: ظهور حمل المرأة غير المتزوجة، يوجب الحد عليها، في مذهب عمر ابن الخطاب، ووافقه مالك وأصحابه، وعند الشافعية والحنفية وجماهير العلماء: لا تحد للشبهه.»
10: ذكر السهيلي عن ابن العربي في نسخة عن ابن العمري أن اسم المرأة: بسرة بضم الموحدة وسكون المهملة، ولم يسم الرجل.
4: «أخرجه عبد الرزاق في المصنف، والطيالسي وسعيد بن منصور، وعبد الله بن أحمد في زوائد المسند وابن منيع، والنسائي، وابن المنذر، وابن الأنباري في المصاحف، والدارقطني في الأفراد والحاكم وصححه، وابن مردويه والضياء في المختارة. قال ابن كثير: وإسناده حسن.»
5: أخرجه النسائي والحاكم والطبراني في الأوسط وابن مردويه كلهم من هذا الوجه. أخرجه النسائي في سننه في كتاب الرجم من حديث منصور عن عاصم بن أبي النجود عن زر بن حبيش، ورواه ابن حبان في صحيحه في النوع الحادي والمائة، ورواه الحاكم في المستدرك في الحدود. ورواه أحمد في مسنده، ورواه الطبراني في معجمه الأوسط. ورواه عبد الرزاق في مصنفه في الحدود.
6: «»
7: التواتر في الحديث:
8: «قال الله تعالى: ﴿وَمَنْ لَمْ يَسْتَطِعْ مِنْكُمْ طَوْلًا أَنْ يَنْكِحَ الْمُحْصَنَاتِ الْمُؤْمِنَاتِ فَمِنْ مَا مَلَكَتْ أَيْمَانُكُمْ مِنْ فَتَيَاتِكُمُ الْمُؤْمِنَاتِ وَاللَّهُ أَعْلَمُ بِإِيمَانِكُمْ بَعْضُكُمْ مِنْ بَعْضٍ فَانْكِحُوهُنَّ بِإِذْنِ أَهْلِهِنَّ وَآتُوهُنَّ أُجُورَهُنَّ بِالْمَعْرُوفِ مُحْصَنَاتٍ غَيْرَ مُسَافِحَاتٍ وَلَا مُتَّخِذَاتِ أَخْدَانٍ فَإِذَا أُحْصِنَّ فَإِنْ أَتَيْنَ بِفَاحِشَةٍ فَعَلَيْهِنَّ نِصْفُ مَا عَلَى الْمُحْصَنَاتِ مِنَ الْعَذَابِ ذَلِكَ لِمَنْ خَشِيَ الْعَنَتَ مِنْكُمْ وَأَنْ تَصْبِرُوا خَيْرٌ لَكُمْ وَاللَّهُ غَفُورٌ رَحِيمٌ ۝٢٥﴾ سورة النساء آية: (25)»
9: